# Грей, Джейн
Джейн Грей (англ. Lady Jane Grey, 1537 — 12 февраля 1554), в браке с 25 мая 1553 года Джейн Дадли (Jane Dudley) — некоронованная королева Англии с 10 по 19 июля 1553 года, в народном предании — «королева девяти дней». Правнучка короля Генриха VII, дочь герцога Саффолка выросла в протестантской среде и получила превосходное для своего времени образование. При жизни короля Эдуарда VI, будучи четвёртой в очереди престолонаследия, она имела лишь призрачные шансы прийти к власти: наследницей короля-подростка была его старшая сестра Мария. В 1553 году по настоянию регента Джона Дадли вышла замуж за его сына Гилфорда Дадли, несмотря на то, что Джейн была против этого брака. Однако в июне 1553 года смертельно больной Эдуард и Джон Дадли отстранили католичку Марию от престолонаследия и назначили наследницей шестнадцатилетнюю протестантку Джейн. После смерти Эдуарда она была провозглашена королевой в Лондоне, а Мария возглавила вооружённый мятеж в Восточной Англии. Девять дней спустя Тайный совет, оценив соотношение сил, низложил Джейн и призвал на трон Марию. Джейн Грей и её муж были заключены в Тауэр, приговорены к смерти за измену и семь месяцев спустя обезглавлены.
Трагедия Джейн Грей заняла в английской культуре очень высокое место в сравнении с реальным значением в истории, если судить по большому счёту. Истоки данного расхождения кроются в политической обстановке тех лет и последующих событиях. Известно, что легенда начала складываться сразу после казни: для преследуемых «Марией Кровавой» (англ. Bloody Mary) протестантов Джейн была мученицей, первой жертвой английской контрреформации. При преемнице Марии, её единокровной младшей сестре Елизавете, которая — несмотря на лично протестантское вероисповедание — твёрдо встала на путь примирения враждовавших подданных католического и реформистского обрядов, история Джейн прочно вошла в круг духовного чтения, а также в «высокую» светскую литературу и народное предание. Популярные в XVI—XVII веках темы мученичества и любви со временем отошли на второй план: в многочисленных сочинениях XIX века Джейн Грей — совершенный идеал женщины викторианской эпохи. Исторические же свидетельства о её личности скудны и известны преимущественно в изложении её учителей и иностранных дипломатов. Не сохранилось ни одного надёжно атрибутированного прижизненного портрета; единственное «свидетельство», якобы объективно описывавшее её внешность, — фальсификация начала XX века.

## Происхождение
| Генеалогическое древо потомков Генриха VII Тюдора в июле 1553 года \| \| \| \| \| \| \| \| \| \| \| \| \| \| \| \| \| \| \| \| \| \| \| \| \| \| \| \| \| \| \| \| \| \| \| \| \| \| \| \| \| \| \| Генрих VII 1457—1509 \| Генрих VII 1457—1509 \| Генрих VII 1457—1509 \| Генрих VII 1457—1509 \| Генрих VII 1457—1509 \| Генрих VII 1457—1509 \| \| \| Елизавета Йоркская 1466—1503 \| Елизавета Йоркская 1466—1503 \| Елизавета Йоркская 1466—1503 \| Елизавета Йоркская 1466—1503 \| Елизавета Йоркская 1466—1503 \| Елизавета Йоркская 1466—1503 \| \| \| \| \| \| \| \| \| \| \| \| \| \| \| \| \| \| \| \| \| \| \| \| \| \| \| \| \| \| \| \| \| \| \| \| \| \| \| \| \| \| \| \| \| \| \| \| \| \| \| \| \| \| \| \| \| \| \| \| \| \| \| \| \| \| \| \| \| \| \| \| \| \| \| \| \| \| \| \| \| \| \| \| \| \| Генрих VII 1457—1509 \| Генрих VII 1457—1509 \| Генрих VII 1457—1509 \| Генрих VII 1457—1509 \| Генрих VII 1457—1509 \| Генрих VII 1457—1509 \| \| \| Елизавета Йоркская 1466—1503 \| Елизавета Йоркская 1466—1503 \| Елизавета Йоркская 1466—1503 \| Елизавета Йоркская 1466—1503 \| Елизавета Йоркская 1466—1503 \| Елизавета Йоркская 1466—1503 \| \| \| \| \| \| \| \| \| \| \| \| \| \| \| \| \| \| \| \| \| \| \| \| \| \| \| \| \| \| \| \| \| \| \| \| \| \| \| \| \| \| \| \| \| \| \| \| \| \| \| \| \| \| \| \| \| \| \| \| \| \| \| \| \| \| \| \| \| \| \| \| \| \| \| \| \| \| \| \| \| \| \| \| \| \| \| \| \| \| \| \| \| \| \| \| \| \| \| \| \| \| \| \| \| \| \| \| \| \| \| \| \| \| \| \| \| \| \| \| \| \| \| \| \| \| \| \| \| \| \| \| \| \| \| \| \| \| \| \| \| \| \| \| \| \| \| \| \| \| \| \| \| \| \| \| \| \| \| \| \| \| \| \| \| \| \| \| \| \| \| \| \| \| \| \| \| \| \| \| \| \| \| \| \| \| \| \| \| \| \| \| \| \| \| \| \| \| \| \| \| \| \| \| \| \| \| \| \| \| \| \| \| \| \| \| \| \| \| \| \| \| \| \| \| \| \| \| \| \| \| \| \| \| \| \| \| \| \| \| \| \| \| \| \| \| \| \| Яков IV Стюарт 1473—1513 \| Яков IV Стюарт 1473—1513 \| Яков IV Стюарт 1473—1513 \| Яков IV Стюарт 1473—1513 \| Яков IV Стюарт 1473—1513 \| Яков IV Стюарт 1473—1513 \| \| \| Маргарита Тюдор 1489—1541 \| Маргарита Тюдор 1489—1541 \| Маргарита Тюдор 1489—1541 \| Маргарита Тюдор 1489—1541 \| Маргарита Тюдор 1489—1541 \| Маргарита Тюдор 1489—1541 \| \| \| Арчибальд Дуглас 1489—1557 \| Арчибальд Дуглас 1489—1557 \| Арчибальд Дуглас 1489—1557 \| Арчибальд Дуглас 1489—1557 \| Арчибальд Дуглас 1489—1557 \| Арчибальд Дуглас 1489—1557 \| \| \| Артур Тюдор 1486—1502 \| Артур Тюдор 1486—1502 \| Артур Тюдор 1486—1502 \| Артур Тюдор 1486—1502 \| Артур Тюдор 1486—1502 \| Артур Тюдор 1486—1502 \| \| \| Екатерина Арагонская 1485—1536 \| Екатерина Арагонская 1485—1536 \| Екатерина Арагонская 1485—1536 \| Екатерина Арагонская 1485—1536 \| Екатерина Арагонская 1485—1536 \| Екатерина Арагонская 1485—1536 \| \| \| Генрих VIII 1491—1547 \| Генрих VIII 1491—1547 \| Генрих VIII 1491—1547 \| Генрих VIII 1491—1547 \| Генрих VIII 1491—1547 \| Генрих VIII 1491—1547 \| \| \| Анна Болейн ок.1507—1536 \| Анна Болейн ок.1507—1536 \| Анна Болейн ок.1507—1536 \| Анна Болейн ок.1507—1536 \| Анна Болейн ок.1507—1536 \| Анна Болейн ок.1507—1536 \| \| \| Джейн Сеймур ок.1508—1537 \| Джейн Сеймур ок.1508—1537 \| Джейн Сеймур ок.1508—1537 \| Джейн Сеймур ок.1508—1537 \| Джейн Сеймур ок.1508—1537 \| Джейн Сеймур ок.1508—1537 \| \| \| \| \| \| \| Мария Тюдор 1496—1533 \| Мария Тюдор 1496—1533 \| Мария Тюдор 1496—1533 \| Мария Тюдор 1496—1533 \| Мария Тюдор 1496—1533 \| Мария Тюдор 1496—1533 \| \| \| Чарльз Брэндон ок.1484—1545 \| Чарльз Брэндон ок.1484—1545 \| Чарльз Брэндон ок.1484—1545 \| Чарльз Брэндон ок.1484—1545 \| Чарльз Брэндон ок.1484—1545 \| Чарльз Брэндон ок.1484—1545 \| \| \| \| \| \| \| \| \| \| \| \| \| \| \| \| \| \| Яков IV Стюарт 1473—1513 \| Яков IV Стюарт 1473—1513 \| Яков IV Стюарт 1473—1513 \| Яков IV Стюарт 1473—1513 \| Яков IV Стюарт 1473—1513 \| Яков IV Стюарт 1473—1513 \| \| \| Маргарита Тюдор 1489—1541 \| Маргарита Тюдор 1489—1541 \| Маргарита Тюдор 1489—1541 \| Маргарита Тюдор 1489—1541 \| Маргарита Тюдор 1489—1541 \| Маргарита Тюдор 1489—1541 \| \| \| Арчибальд Дуглас 1489—1557 \| Арчибальд Дуглас 1489—1557 \| Арчибальд Дуглас 1489—1557 \| Арчибальд Дуглас 1489—1557 \| Арчибальд Дуглас 1489—1557 \| Арчибальд Дуглас 1489—1557 \| \| \| Артур Тюдор 1486—1502 \| Артур Тюдор 1486—1502 \| Артур Тюдор 1486—1502 \| Артур Тюдор 1486—1502 \| Артур Тюдор 1486—1502 \| Артур Тюдор 1486—1502 \| \| \| Екатерина Арагонская 1485—1536 \| Екатерина Арагонская 1485—1536 \| Екатерина Арагонская 1485—1536 \| Екатерина Арагонская 1485—1536 \| Екатерина Арагонская 1485—1536 \| Екатерина Арагонская 1485—1536 \| \| \| Генрих VIII 1491—1547 \| Генрих VIII 1491—1547 \| Генрих VIII 1491—1547 \| Генрих VIII 1491—1547 \| Генрих VIII 1491—1547 \| Генрих VIII 1491—1547 \| \| \| Анна Болейн ок.1507—1536 \| Анна Болейн ок.1507—1536 \| Анна Болейн ок.1507—1536 \| Анна Болейн ок.1507—1536 \| Анна Болейн ок.1507—1536 \| Анна Болейн ок.1507—1536 \| \| \| Джейн Сеймур ок.1508—1537 \| Джейн Сеймур ок.1508—1537 \| Джейн Сеймур ок.1508—1537 \| Джейн Сеймур ок.1508—1537 \| Джейн Сеймур ок.1508—1537 \| Джейн Сеймур ок.1508—1537 \| \| \| \| \| \| \| Мария Тюдор 1496—1533 \| Мария Тюдор 1496—1533 \| Мария Тюдор 1496—1533 \| Мария Тюдор 1496—1533 \| Мария Тюдор 1496—1533 \| Мария Тюдор 1496—1533 \| \| \| Чарльз Брэндон ок.1484—1545 \| Чарльз Брэндон ок.1484—1545 \| Чарльз Брэндон ок.1484—1545 \| Чарльз Брэндон ок.1484—1545 \| Чарльз Брэндон ок.1484—1545 \| Чарльз Брэндон ок.1484—1545 \| \| \| \| \| \| \| \| \| \| \| \| \| \| \| \| \| \| \| \| \| \| \| \| \| \| \| \| \| \| \| \| \| \| \| \| \| \| \| \| \| \| \| \| \| \| \| \| \| \| \| \| \| \| \| \| \| \| \| \| \| \| \| \| \| \| \| \| \| \| \| \| \| \| \| \| \| \| \| \| \| \| \| \| \| \| \| \| \| \| \| \| \| \| \| \| \| \| \| \| \| \| \| \| \| \| \| \| \| \| \| \| \| \| \| \| \| \| \| \| \| \| \| \| \| \| \| \| \| \| \| \| \| \| \| \| \| \| \| \| \| \| \| \| \| \| \| \| \| \| \| \| \| \| \| \| \| \| \| \| \| \| \| \| \| \| \| \| \| \| \| \| \| \| \| \| \| \| \| \| \| \| \| \| \| \| \| \| \| \| \| \| \| \| \| \| \| \| \| \| \| \| \| \| \| \| \| \| \| \| \| \| Мария де Гиз 1515—1560 \| Мария де Гиз 1515—1560 \| Мария де Гиз 1515—1560 \| Мария де Гиз 1515—1560 \| Мария де Гиз 1515—1560 \| Мария де Гиз 1515—1560 \| \| \| Яков V Стюарт 1512—1542 \| Яков V Стюарт 1512—1542 \| Яков V Стюарт 1512—1542 \| Яков V Стюарт 1512—1542 \| Яков V Стюарт 1512—1542 \| Яков V Стюарт 1512—1542 \| \| \| Маргарита Дуглас 1515—1578 \| Маргарита Дуглас 1515—1578 \| Маргарита Дуглас 1515—1578 \| Маргарита Дуглас 1515—1578 \| Маргарита Дуглас 1515—1578 \| Маргарита Дуглас 1515—1578 \| \| \| Мэтью Стюарт 1516—1571 \| Мэтью Стюарт 1516—1571 \| Мэтью Стюарт 1516—1571 \| Мэтью Стюарт 1516—1571 \| Мэтью Стюарт 1516—1571 \| Мэтью Стюарт 1516—1571 \| \| \| \| \| \| \| \| \| \| \| Мария I 1516—1558 \| Мария I 1516—1558 \| Мария I 1516—1558 \| Мария I 1516—1558 \| Мария I 1516—1558 \| Мария I 1516—1558 \| \| \| Елизавета I 1533—1603 \| Елизавета I 1533—1603 \| Елизавета I 1533—1603 \| Елизавета I 1533—1603 \| Елизавета I 1533—1603 \| Елизавета I 1533—1603 \| \| \| Эдуард VI 1537—1553 \| Эдуард VI 1537—1553 \| Эдуард VI 1537—1553 \| Эдуард VI 1537—1553 \| Эдуард VI 1537—1553 \| Эдуард VI 1537—1553 \| \| \| Фрэнсис Брэндон 1517—1559 \| Фрэнсис Брэндон 1517—1559 \| Фрэнсис Брэндон 1517—1559 \| Фрэнсис Брэндон 1517—1559 \| Фрэнсис Брэндон 1517—1559 \| Фрэнсис Брэндон 1517—1559 \| \| \| Генри Грей 1517—1554 \| Генри Грей 1517—1554 \| Генри Грей 1517—1554 \| Генри Грей 1517—1554 \| Генри Грей 1517—1554 \| Генри Грей 1517—1554 \| \| \| Элеонора Брэндон 1519—1547 \| Элеонора Брэндон 1519—1547 \| Элеонора Брэндон 1519—1547 \| Элеонора Брэндон 1519—1547 \| Элеонора Брэндон 1519—1547 \| Элеонора Брэндон 1519—1547 \| \| \| Генри Клиффорд 1517—1570 \| Генри Клиффорд 1517—1570 \| Генри Клиффорд 1517—1570 \| Генри Клиффорд 1517—1570 \| Генри Клиффорд 1517—1570 \| Генри Клиффорд 1517—1570 \| \| \| \| \| \| Мария де Гиз 1515—1560 \| Мария де Гиз 1515—1560 \| Мария де Гиз 1515—1560 \| Мария де Гиз 1515—1560 \| Мария де Гиз 1515—1560 \| Мария де Гиз 1515—1560 \| \| \| Яков V Стюарт 1512—1542 \| Яков V Стюарт 1512—1542 \| Яков V Стюарт 1512—1542 \| Яков V Стюарт 1512—1542 \| Яков V Стюарт 1512—1542 \| Яков V Стюарт 1512—1542 \| \| \| Маргарита Дуглас 1515—1578 \| Маргарита Дуглас 1515—1578 \| Маргарита Дуглас 1515—1578 \| Маргарита Дуглас 1515—1578 \| Маргарита Дуглас 1515—1578 \| Маргарита Дуглас 1515—1578 \| \| \| Мэтью Стюарт 1516—1571 \| Мэтью Стюарт 1516—1571 \| Мэтью Стюарт 1516—1571 \| Мэтью Стюарт 1516—1571 \| Мэтью Стюарт 1516—1571 \| Мэтью Стюарт 1516—1571 \| \| \| \| \| \| \| \| \| \| \| Мария I 1516—1558 \| Мария I 1516—1558 \| Мария I 1516—1558 \| Мария I 1516—1558 \| Мария I 1516—1558 \| Мария I 1516—1558 \| \| \| Елизавета I 1533—1603 \| Елизавета I 1533—1603 \| Елизавета I 1533—1603 \| Елизавета I 1533—1603 \| Елизавета I 1533—1603 \| Елизавета I 1533—1603 \| \| \| Эдуард VI 1537—1553 \| Эдуард VI 1537—1553 \| Эдуард VI 1537—1553 \| Эдуард VI 1537—1553 \| Эдуард VI 1537—1553 \| Эдуард VI 1537—1553 \| \| \| Фрэнсис Брэндон 1517—1559 \| Фрэнсис Брэндон 1517—1559 \| Фрэнсис Брэндон 1517—1559 \| Фрэнсис Брэндон 1517—1559 \| Фрэнсис Брэндон 1517—1559 \| Фрэнсис Брэндон 1517—1559 \| \| \| Генри Грей 1517—1554 \| Генри Грей 1517—1554 \| Генри Грей 1517—1554 \| Генри Грей 1517—1554 \| Генри Грей 1517—1554 \| Генри Грей 1517—1554 \| \| \| Элеонора Брэндон 1519—1547 \| Элеонора Брэндон 1519—1547 \| Элеонора Брэндон 1519—1547 \| Элеонора Брэндон 1519—1547 \| Элеонора Брэндон 1519—1547 \| Элеонора Брэндон 1519—1547 \| \| \| Генри Клиффорд 1517—1570 \| Генри Клиффорд 1517—1570 \| Генри Клиффорд 1517—1570 \| Генри Клиффорд 1517—1570 \| Генри Клиффорд 1517—1570 \| Генри Клиффорд 1517—1570 \| \| \| \| \| \| \| \| \| \| \| \| \| \| \| \| \| \| \| \| \| \| \| \| \| \| \| \| \| \| \| \| \| \| \| \| \| \| \| \| \| \| \| \| \| \| \| \| \| \| \| \| \| \| \| \| \| \| \| \| \| \| \| \| \| \| \| \| \| \| \| \| \| \| \| \| \| \| \| \| \| \| \| \| \| \| \| \| \| \| \| \| \| \| \| \| \| \| \| \| \| \| \| \| \| \| \| \| \| \| \| \| \| \| \| \| \| \| \| \| \| \| \| \| \| \| \| \| \| \| \| \| \| \| \| \| \| \| \| \| \| \| \| \| \| \| \| \| \| \| \| \| \| \| \| \| \| \| \| \| \| \| \| \| \| \| \| \| \| \| \| \| \| \| \| \| \| \| \| \| \| \| \| \| \| \| \| \| \| \| \| \| \| \| \| \| \| \| \| \| \| \| \| \| \| \| \| \| Мария Стюарт 1542—1587 \| Мария Стюарт 1542—1587 \| Мария Стюарт 1542—1587 \| Мария Стюарт 1542—1587 \| Мария Стюарт 1542—1587 \| Мария Стюарт 1542—1587 \| \| \| \| \| \| \| \| \| \| \| Генри Стюарт (лорд Дарнли) 1545—1567 \| Генри Стюарт (лорд Дарнли) 1545—1567 \| Генри Стюарт (лорд Дарнли) 1545—1567 \| Генри Стюарт (лорд Дарнли) 1545—1567 \| Генри Стюарт (лорд Дарнли) 1545—1567 \| Генри Стюарт (лорд Дарнли) 1545—1567 \| \| \| \| \| \| \| \| \| \| \| \| \| \| \| \| \| \| \| \| \| \| \| \| \| \| \| \| \| \| \| \| \| \| \| Джейн Грей ок.1537—1554 \| Джейн Грей ок.1537—1554 \| Джейн Грей ок.1537—1554 \| Джейн Грей ок.1537—1554 \| Джейн Грей ок.1537—1554 \| Джейн Грей ок.1537—1554 \| \| \| Катерина Грей 1540—1568 \| Катерина Грей 1540—1568 \| Катерина Грей 1540—1568 \| Катерина Грей 1540—1568 \| Катерина Грей 1540—1568 \| Катерина Грей 1540—1568 \| \| \| Мария Грей ок.1545—1578 \| Мария Грей ок.1545—1578 \| Мария Грей ок.1545—1578 \| Мария Грей ок.1545—1578 \| Мария Грей ок.1545—1578 \| Мария Грей ок.1545—1578 \| \| \| Маргарита Клиффорд 1540—1596 \| Маргарита Клиффорд 1540—1596 \| Маргарита Клиффорд 1540—1596 \| Маргарита Клиффорд 1540—1596 \| Маргарита Клиффорд 1540—1596 \| Маргарита Клиффорд 1540—1596 \| \| \| \| \| \| \| \| \| \| \| \| \| \| Мария Стюарт 1542—1587 \| Мария Стюарт 1542—1587 \| Мария Стюарт 1542—1587 \| Мария Стюарт 1542—1587 \| Мария Стюарт 1542—1587 \| Мария Стюарт 1542—1587 \| \| \| \| \| \| \| \| \| \| \| Генри Стюарт (лорд Дарнли) 1545—1567 \| Генри Стюарт (лорд Дарнли) 1545—1567 \| Генри Стюарт (лорд Дарнли) 1545—1567 \| Генри Стюарт (лорд Дарнли) 1545—1567 \| Генри Стюарт (лорд Дарнли) 1545—1567 \| Генри Стюарт (лорд Дарнли) 1545—1567 \| \| \| \| \| \| \| \| \| \| \| \| \| \| \| \| \| \| \| \| \| \| \| \| \| \| \| \| \| \| \| \| \| \| \| Джейн Грей ок.1537—1554 \| Джейн Грей ок.1537—1554 \| Джейн Грей ок.1537—1554 \| Джейн Грей ок.1537—1554 \| Джейн Грей ок.1537—1554 \| Джейн Грей ок.1537—1554 \| \| \| Катерина Грей 1540—1568 \| Катерина Грей 1540—1568 \| Катерина Грей 1540—1568 \| Катерина Грей 1540—1568 \| Катерина Грей 1540—1568 \| Катерина Грей 1540—1568 \| \| \| Мария Грей ок.1545—1578 \| Мария Грей ок.1545—1578 \| Мария Грей ок.1545—1578 \| Мария Грей ок.1545—1578 \| Мария Грей ок.1545—1578 \| Мария Грей ок.1545—1578 \| \| \| Маргарита Клиффорд 1540—1596 \| Маргарита Клиффорд 1540—1596 \| Маргарита Клиффорд 1540—1596 \| Маргарита Клиффорд 1540—1596 \| Маргарита Клиффорд 1540—1596 \| Маргарита Клиффорд 1540—1596 \| \| \| \| \| \| \| \| \| \| \| \| \| \| \| \| \| \| \| \| \| \| \| \| \| \| \| \| \| \| \| \| \| \| \| \| \| \| \| \| \| \| \| \| \| \| \| \| \| \| \| \| \| \| \| \| \| \| \| \| \| \| \| \| \| \| \| \| \| \| \| \| \| \| \| \| \| \| \| \| \| \| \| \| \| \| \| \| \| \| \| \| \| \| \| \| \| \| \| \| \| \| \| \| \| \| \| \| \| \| \| \| \| \| \| \| \| \| \| \| \| Яков VI Стюарт \| \| \| \| \| \| \| \| \| \| \| \| \| \| \| \| \| \| \| \| \| \| \| \| \| \| \| \| \| \| \| \| \| \| \| \| \| \| \| \| \| \| \| \| \| \| \| \| \| \| \| \| \| \| \| \| \| \| \| \| \| \| \| \| \| \| \| \| \| \| \| \| \| \| \| \| \| \| \| \| \| \| \| \| Примечания: Наследники Эдуарда VI по завещанию Генриха VIII: первой очереди второй очереди. Скончавшиеся по 6 июля 1553 года включительно и их супруги |  |                        |                        |                        |                        |                          |                          |                          |                          |                          |                          |                         |                         |                           |                           |                           |                           |                            |                            |                            |                            |                                      |                                      |                                      |                                      |                                      |                                      |                        |                        |                        |                        |                       |                       |                       |                       |  |  |                                |                                |                                |                                |                                |                                |                      |                      |                       |                       |                       |                       |                              |                              |                              |                              |                              |                              |                          |                          |                          |                          |                     |                     |                           |                           |                           |                           |                           |                           |                           |                           |                           |                           |                         |                         |                         |                         |                       |                       |                         |                         |                         |                         |                             |                             |                             |                             |                              |                              |                              |                              |                              |                              |                          |                          |                          |                          |  |  |
| |  |                        |                        |                        |                        |                          |                          |                          |                          |                          |                          |                         |                         |                           |                           |                           |                           |                            |                            |                            |                            |                                      |                                      |                                      |                                      |                                      |                                      |                        |                        |                        |                        |                       |                       |                       |                       |  |  |                                |                                |                                |                                | Генрих VII 1457—1509           | Генрих VII 1457—1509           | Генрих VII 1457—1509 | Генрих VII 1457—1509 | Генрих VII 1457—1509  | Генрих VII 1457—1509  |                       |                       | Елизавета Йоркская 1466—1503 | Елизавета Йоркская 1466—1503 | Елизавета Йоркская 1466—1503 | Елизавета Йоркская 1466—1503 | Елизавета Йоркская 1466—1503 | Елизавета Йоркская 1466—1503 |                          |                          |                          |                          |                     |                     |                           |                           |                           |                           |                           |                           |                           |                           |                           |                           |                         |                         |                         |                         |                       |                       |                         |                         |                         |                         |                             |                             |                             |                             |                              |                              |                              |                              |                              |                              |                          |                          |                          |                          |  |  |
| |  |                        |                        |                        |                        |                          |                          |                          |                          |                          |                          |                         |                         |                           |                           |                           |                           |                            |                            |                            |                            |                                      |                                      |                                      |                                      |                                      |                                      |                        |                        |                        |                        |                       |                       |                       |                       |  |  |                                |                                |                                |                                | Генрих VII 1457—1509           | Генрих VII 1457—1509           | Генрих VII 1457—1509 | Генрих VII 1457—1509 | Генрих VII 1457—1509  | Генрих VII 1457—1509  |                       |                       | Елизавета Йоркская 1466—1503 | Елизавета Йоркская 1466—1503 | Елизавета Йоркская 1466—1503 | Елизавета Йоркская 1466—1503 | Елизавета Йоркская 1466—1503 | Елизавета Йоркская 1466—1503 |                          |                          |                          |                          |                     |                     |                           |                           |                           |                           |                           |                           |                           |                           |                           |                           |                         |                         |                         |                         |                       |                       |                         |                         |                         |                         |                             |                             |                             |                             |                              |                              |                              |                              |                              |                              |                          |                          |                          |                          |  |  |
| |  |                        |                        |                        |                        |                          |                          |                          |                          |                          |                          |                         |                         |                           |                           |                           |                           |                            |                            |                            |                            |                                      |                                      |                                      |                                      |                                      |                                      |                        |                        |                        |                        |                       |                       |                       |                       |  |  |                                |                                |                                |                                |                                |                                |                      |                      |                       |                       |                       |                       |                              |                              |                              |                              |                              |                              |                          |                          |                          |                          |                     |                     |                           |                           |                           |                           |                           |                           |                           |                           |                           |                           |                         |                         |                         |                         |                       |                       |                         |                         |                         |                         |                             |                             |                             |                             |                              |                              |                              |                              |                              |                              |                          |                          |                          |                          |  |  |
| |  |                        |                        |                        |                        |                          |                          |                          |                          |                          |                          |                         |                         |                           |                           |                           |                           |                            |                            |                            |                            |                                      |                                      |                                      |                                      |                                      |                                      |                        |                        |                        |                        |                       |                       |                       |                       |  |  |                                |                                |                                |                                |                                |                                |                      |                      |                       |                       |                       |                       |                              |                              |                              |                              |                              |                              |                          |                          |                          |                          |                     |                     |                           |                           |                           |                           |                           |                           |                           |                           |                           |                           |                         |                         |                         |                         |                       |                       |                         |                         |                         |                         |                             |                             |                             |                             |                              |                              |                              |                              |                              |                              |                          |                          |                          |                          |  |  |
| |  |                        |                        |                        |                        | Яков IV Стюарт 1473—1513 | Яков IV Стюарт 1473—1513 | Яков IV Стюарт 1473—1513 | Яков IV Стюарт 1473—1513 | Яков IV Стюарт 1473—1513 | Яков IV Стюарт 1473—1513 |                         |                         | Маргарита Тюдор 1489—1541 | Маргарита Тюдор 1489—1541 | Маргарита Тюдор 1489—1541 | Маргарита Тюдор 1489—1541 | Маргарита Тюдор 1489—1541  | Маргарита Тюдор 1489—1541  |                            |                            | Арчибальд Дуглас 1489—1557           | Арчибальд Дуглас 1489—1557           | Арчибальд Дуглас 1489—1557           | Арчибальд Дуглас 1489—1557           | Арчибальд Дуглас 1489—1557           | Арчибальд Дуглас 1489—1557           |                        |                        | Артур Тюдор 1486—1502  | Артур Тюдор 1486—1502  | Артур Тюдор 1486—1502 | Артур Тюдор 1486—1502 | Артур Тюдор 1486—1502 | Артур Тюдор 1486—1502 |  |  | Екатерина Арагонская 1485—1536 | Екатерина Арагонская 1485—1536 | Екатерина Арагонская 1485—1536 | Екатерина Арагонская 1485—1536 | Екатерина Арагонская 1485—1536 | Екатерина Арагонская 1485—1536 |                      |                      | Генрих VIII 1491—1547 | Генрих VIII 1491—1547 | Генрих VIII 1491—1547 | Генрих VIII 1491—1547 | Генрих VIII 1491—1547        | Генрих VIII 1491—1547        |                              |                              | Анна Болейн ок.1507—1536     | Анна Болейн ок.1507—1536     | Анна Болейн ок.1507—1536 | Анна Болейн ок.1507—1536 | Анна Болейн ок.1507—1536 | Анна Болейн ок.1507—1536 |                     |                     | Джейн Сеймур ок.1508—1537 | Джейн Сеймур ок.1508—1537 | Джейн Сеймур ок.1508—1537 | Джейн Сеймур ок.1508—1537 | Джейн Сеймур ок.1508—1537 | Джейн Сеймур ок.1508—1537 |                           |                           |                           |                           |                         |                         | Мария Тюдор 1496—1533   | Мария Тюдор 1496—1533   | Мария Тюдор 1496—1533 | Мария Тюдор 1496—1533 | Мария Тюдор 1496—1533   | Мария Тюдор 1496—1533   |                         |                         | Чарльз Брэндон ок.1484—1545 | Чарльз Брэндон ок.1484—1545 | Чарльз Брэндон ок.1484—1545 | Чарльз Брэндон ок.1484—1545 | Чарльз Брэндон ок.1484—1545  | Чарльз Брэндон ок.1484—1545  |                              |                              |                              |                              |                          |                          |                          |                          |  |  |
| |  |                        |                        |                        |                        | Яков IV Стюарт 1473—1513 | Яков IV Стюарт 1473—1513 | Яков IV Стюарт 1473—1513 | Яков IV Стюарт 1473—1513 | Яков IV Стюарт 1473—1513 | Яков IV Стюарт 1473—1513 |                         |                         | Маргарита Тюдор 1489—1541 | Маргарита Тюдор 1489—1541 | Маргарита Тюдор 1489—1541 | Маргарита Тюдор 1489—1541 | Маргарита Тюдор 1489—1541  | Маргарита Тюдор 1489—1541  |                            |                            | Арчибальд Дуглас 1489—1557           | Арчибальд Дуглас 1489—1557           | Арчибальд Дуглас 1489—1557           | Арчибальд Дуглас 1489—1557           | Арчибальд Дуглас 1489—1557           | Арчибальд Дуглас 1489—1557           |                        |                        | Артур Тюдор 1486—1502  | Артур Тюдор 1486—1502  | Артур Тюдор 1486—1502 | Артур Тюдор 1486—1502 | Артур Тюдор 1486—1502 | Артур Тюдор 1486—1502 |  |  | Екатерина Арагонская 1485—1536 | Екатерина Арагонская 1485—1536 | Екатерина Арагонская 1485—1536 | Екатерина Арагонская 1485—1536 | Екатерина Арагонская 1485—1536 | Екатерина Арагонская 1485—1536 |                      |                      | Генрих VIII 1491—1547 | Генрих VIII 1491—1547 | Генрих VIII 1491—1547 | Генрих VIII 1491—1547 | Генрих VIII 1491—1547        | Генрих VIII 1491—1547        |                              |                              | Анна Болейн ок.1507—1536     | Анна Болейн ок.1507—1536     | Анна Болейн ок.1507—1536 | Анна Болейн ок.1507—1536 | Анна Болейн ок.1507—1536 | Анна Болейн ок.1507—1536 |                     |                     | Джейн Сеймур ок.1508—1537 | Джейн Сеймур ок.1508—1537 | Джейн Сеймур ок.1508—1537 | Джейн Сеймур ок.1508—1537 | Джейн Сеймур ок.1508—1537 | Джейн Сеймур ок.1508—1537 |                           |                           |                           |                           |                         |                         | Мария Тюдор 1496—1533   | Мария Тюдор 1496—1533   | Мария Тюдор 1496—1533 | Мария Тюдор 1496—1533 | Мария Тюдор 1496—1533   | Мария Тюдор 1496—1533   |                         |                         | Чарльз Брэндон ок.1484—1545 | Чарльз Брэндон ок.1484—1545 | Чарльз Брэндон ок.1484—1545 | Чарльз Брэндон ок.1484—1545 | Чарльз Брэндон ок.1484—1545  | Чарльз Брэндон ок.1484—1545  |                              |                              |                              |                              |                          |                          |                          |                          |  |  |
| |  |                        |                        |                        |                        |                          |                          |                          |                          |                          |                          |                         |                         |                           |                           |                           |                           |                            |                            |                            |                            |                                      |                                      |                                      |                                      |                                      |                                      |                        |                        |                        |                        |                       |                       |                       |                       |  |  |                                |                                |                                |                                |                                |                                |                      |                      |                       |                       |                       |                       |                              |                              |                              |                              |                              |                              |                          |                          |                          |                          |                     |                     |                           |                           |                           |                           |                           |                           |                           |                           |                           |                           |                         |                         |                         |                         |                       |                       |                         |                         |                         |                         |                             |                             |                             |                             |                              |                              |                              |                              |                              |                              |                          |                          |                          |                          |  |  |
| |  |                        |                        |                        |                        |                          |                          |                          |                          |                          |                          |                         |                         |                           |                           |                           |                           |                            |                            |                            |                            |                                      |                                      |                                      |                                      |                                      |                                      |                        |                        |                        |                        |                       |                       |                       |                       |  |  |                                |                                |                                |                                |                                |                                |                      |                      |                       |                       |                       |                       |                              |                              |                              |                              |                              |                              |                          |                          |                          |                          |                     |                     |                           |                           |                           |                           |                           |                           |                           |                           |                           |                           |                         |                         |                         |                         |                       |                       |                         |                         |                         |                         |                             |                             |                             |                             |                              |                              |                              |                              |                              |                              |                          |                          |                          |                          |  |  |
| |  | Мария де Гиз 1515—1560 | Мария де Гиз 1515—1560 | Мария де Гиз 1515—1560 | Мария де Гиз 1515—1560 | Мария де Гиз 1515—1560   | Мария де Гиз 1515—1560   |                          |                          | Яков V Стюарт 1512—1542  | Яков V Стюарт 1512—1542  | Яков V Стюарт 1512—1542 | Яков V Стюарт 1512—1542 | Яков V Стюарт 1512—1542   | Яков V Стюарт 1512—1542   |                           |                           | Маргарита Дуглас 1515—1578 | Маргарита Дуглас 1515—1578 | Маргарита Дуглас 1515—1578 | Маргарита Дуглас 1515—1578 | Маргарита Дуглас 1515—1578           | Маргарита Дуглас 1515—1578           |                                      |                                      | Мэтью Стюарт 1516—1571               | Мэтью Стюарт 1516—1571               | Мэтью Стюарт 1516—1571 | Мэтью Стюарт 1516—1571 | Мэтью Стюарт 1516—1571 | Мэтью Стюарт 1516—1571 |                       |                       |                       |                       |  |  |                                |                                |                                |                                | Мария I 1516—1558              | Мария I 1516—1558              | Мария I 1516—1558    | Мария I 1516—1558    | Мария I 1516—1558     | Мария I 1516—1558     |                       |                       | Елизавета I 1533—1603        | Елизавета I 1533—1603        | Елизавета I 1533—1603        | Елизавета I 1533—1603        | Елизавета I 1533—1603        | Елизавета I 1533—1603        |                          |                          | Эдуард VI 1537—1553      | Эдуард VI 1537—1553      | Эдуард VI 1537—1553 | Эдуард VI 1537—1553 | Эдуард VI 1537—1553       | Эдуард VI 1537—1553       |                           |                           | Фрэнсис Брэндон 1517—1559 | Фрэнсис Брэндон 1517—1559 | Фрэнсис Брэндон 1517—1559 | Фрэнсис Брэндон 1517—1559 | Фрэнсис Брэндон 1517—1559 | Фрэнсис Брэндон 1517—1559 |                         |                         | Генри Грей 1517—1554    | Генри Грей 1517—1554    | Генри Грей 1517—1554  | Генри Грей 1517—1554  | Генри Грей 1517—1554    | Генри Грей 1517—1554    |                         |                         | Элеонора Брэндон 1519—1547  | Элеонора Брэндон 1519—1547  | Элеонора Брэндон 1519—1547  | Элеонора Брэндон 1519—1547  | Элеонора Брэндон 1519—1547   | Элеонора Брэндон 1519—1547   |                              |                              | Генри Клиффорд 1517—1570     | Генри Клиффорд 1517—1570     | Генри Клиффорд 1517—1570 | Генри Клиффорд 1517—1570 | Генри Клиффорд 1517—1570 | Генри Клиффорд 1517—1570 |  |  |
| |  | Мария де Гиз 1515—1560 | Мария де Гиз 1515—1560 | Мария де Гиз 1515—1560 | Мария де Гиз 1515—1560 | Мария де Гиз 1515—1560   | Мария де Гиз 1515—1560   |                          |                          | Яков V Стюарт 1512—1542  | Яков V Стюарт 1512—1542  | Яков V Стюарт 1512—1542 | Яков V Стюарт 1512—1542 | Яков V Стюарт 1512—1542   | Яков V Стюарт 1512—1542   |                           |                           | Маргарита Дуглас 1515—1578 | Маргарита Дуглас 1515—1578 | Маргарита Дуглас 1515—1578 | Маргарита Дуглас 1515—1578 | Маргарита Дуглас 1515—1578           | Маргарита Дуглас 1515—1578           |                                      |                                      | Мэтью Стюарт 1516—1571               | Мэтью Стюарт 1516—1571               | Мэтью Стюарт 1516—1571 | Мэтью Стюарт 1516—1571 | Мэтью Стюарт 1516—1571 | Мэтью Стюарт 1516—1571 |                       |                       |                       |                       |  |  |                                |                                |                                |                                | Мария I 1516—1558              | Мария I 1516—1558              | Мария I 1516—1558    | Мария I 1516—1558    | Мария I 1516—1558     | Мария I 1516—1558     |                       |                       | Елизавета I 1533—1603        | Елизавета I 1533—1603        | Елизавета I 1533—1603        | Елизавета I 1533—1603        | Елизавета I 1533—1603        | Елизавета I 1533—1603        |                          |                          | Эдуард VI 1537—1553      | Эдуард VI 1537—1553      | Эдуард VI 1537—1553 | Эдуард VI 1537—1553 | Эдуард VI 1537—1553       | Эдуард VI 1537—1553       |                           |                           | Фрэнсис Брэндон 1517—1559 | Фрэнсис Брэндон 1517—1559 | Фрэнсис Брэндон 1517—1559 | Фрэнсис Брэндон 1517—1559 | Фрэнсис Брэндон 1517—1559 | Фрэнсис Брэндон 1517—1559 |                         |                         | Генри Грей 1517—1554    | Генри Грей 1517—1554    | Генри Грей 1517—1554  | Генри Грей 1517—1554  | Генри Грей 1517—1554    | Генри Грей 1517—1554    |                         |                         | Элеонора Брэндон 1519—1547  | Элеонора Брэндон 1519—1547  | Элеонора Брэндон 1519—1547  | Элеонора Брэндон 1519—1547  | Элеонора Брэндон 1519—1547   | Элеонора Брэндон 1519—1547   |                              |                              | Генри Клиффорд 1517—1570     | Генри Клиффорд 1517—1570     | Генри Клиффорд 1517—1570 | Генри Клиффорд 1517—1570 | Генри Клиффорд 1517—1570 | Генри Клиффорд 1517—1570 |  |  |
| |  |                        |                        |                        |                        |                          |                          |                          |                          |                          |                          |                         |                         |                           |                           |                           |                           |                            |                            |                            |                            |                                      |                                      |                                      |                                      |                                      |                                      |                        |                        |                        |                        |                       |                       |                       |                       |  |  |                                |                                |                                |                                |                                |                                |                      |                      |                       |                       |                       |                       |                              |                              |                              |                              |                              |                              |                          |                          |                          |                          |                     |                     |                           |                           |                           |                           |                           |                           |                           |                           |                           |                           |                         |                         |                         |                         |                       |                       |                         |                         |                         |                         |                             |                             |                             |                             |                              |                              |                              |                              |                              |                              |                          |                          |                          |                          |  |  |
| |  |                        |                        |                        |                        |                          |                          |                          |                          |                          |                          |                         |                         |                           |                           |                           |                           |                            |                            |                            |                            |                                      |                                      |                                      |                                      |                                      |                                      |                        |                        |                        |                        |                       |                       |                       |                       |  |  |                                |                                |                                |                                |                                |                                |                      |                      |                       |                       |                       |                       |                              |                              |                              |                              |                              |                              |                          |                          |                          |                          |                     |                     |                           |                           |                           |                           |                           |                           |                           |                           |                           |                           |                         |                         |                         |                         |                       |                       |                         |                         |                         |                         |                             |                             |                             |                             |                              |                              |                              |                              |                              |                              |                          |                          |                          |                          |  |  |
| |  |                        |                        |                        |                        | Мария Стюарт 1542—1587   | Мария Стюарт 1542—1587   | Мария Стюарт 1542—1587   | Мария Стюарт 1542—1587   | Мария Стюарт 1542—1587   | Мария Стюарт 1542—1587   |                         |                         |                           |                           |                           |                           |                            |                            |                            |                            | Генри Стюарт (лорд Дарнли) 1545—1567 | Генри Стюарт (лорд Дарнли) 1545—1567 | Генри Стюарт (лорд Дарнли) 1545—1567 | Генри Стюарт (лорд Дарнли) 1545—1567 | Генри Стюарт (лорд Дарнли) 1545—1567 | Генри Стюарт (лорд Дарнли) 1545—1567 |                        |                        |                        |                        |                       |                       |                       |                       |  |  |                                |                                |                                |                                |                                |                                |                      |                      |                       |                       |                       |                       |                              |                              |                              |                              |                              |                              |                          |                          |                          |                          |                     |                     | Джейн Грей ок.1537—1554   | Джейн Грей ок.1537—1554   | Джейн Грей ок.1537—1554   | Джейн Грей ок.1537—1554   | Джейн Грей ок.1537—1554   | Джейн Грей ок.1537—1554   |                           |                           | Катерина Грей 1540—1568   | Катерина Грей 1540—1568   | Катерина Грей 1540—1568 | Катерина Грей 1540—1568 | Катерина Грей 1540—1568 | Катерина Грей 1540—1568 |                       |                       | Мария Грей ок.1545—1578 | Мария Грей ок.1545—1578 | Мария Грей ок.1545—1578 | Мария Грей ок.1545—1578 | Мария Грей ок.1545—1578     | Мария Грей ок.1545—1578     |                             |                             | Маргарита Клиффорд 1540—1596 | Маргарита Клиффорд 1540—1596 | Маргарита Клиффорд 1540—1596 | Маргарита Клиффорд 1540—1596 | Маргарита Клиффорд 1540—1596 | Маргарита Клиффорд 1540—1596 |                          |                          |                          |                          |  |  |
| |  |                        |                        |                        |                        | Мария Стюарт 1542—1587   | Мария Стюарт 1542—1587   | Мария Стюарт 1542—1587   | Мария Стюарт 1542—1587   | Мария Стюарт 1542—1587   | Мария Стюарт 1542—1587   |                         |                         |                           |                           |                           |                           |                            |                            |                            |                            | Генри Стюарт (лорд Дарнли) 1545—1567 | Генри Стюарт (лорд Дарнли) 1545—1567 | Генри Стюарт (лорд Дарнли) 1545—1567 | Генри Стюарт (лорд Дарнли) 1545—1567 | Генри Стюарт (лорд Дарнли) 1545—1567 | Генри Стюарт (лорд Дарнли) 1545—1567 |                        |                        |                        |                        |                       |                       |                       |                       |  |  |                                |                                |                                |                                |                                |                                |                      |                      |                       |                       |                       |                       |                              |                              |                              |                              |                              |                              |                          |                          |                          |                          |                     |                     | Джейн Грей ок.1537—1554   | Джейн Грей ок.1537—1554   | Джейн Грей ок.1537—1554   | Джейн Грей ок.1537—1554   | Джейн Грей ок.1537—1554   | Джейн Грей ок.1537—1554   |                           |                           | Катерина Грей 1540—1568   | Катерина Грей 1540—1568   | Катерина Грей 1540—1568 | Катерина Грей 1540—1568 | Катерина Грей 1540—1568 | Катерина Грей 1540—1568 |                       |                       | Мария Грей ок.1545—1578 | Мария Грей ок.1545—1578 | Мария Грей ок.1545—1578 | Мария Грей ок.1545—1578 | Мария Грей ок.1545—1578     | Мария Грей ок.1545—1578     |                             |                             | Маргарита Клиффорд 1540—1596 | Маргарита Клиффорд 1540—1596 | Маргарита Клиффорд 1540—1596 | Маргарита Клиффорд 1540—1596 | Маргарита Клиффорд 1540—1596 | Маргарита Клиффорд 1540—1596 |                          |                          |                          |                          |  |  |
| |  |                        |                        |                        |                        |                          |                          |                          |                          |                          |                          |                         |                         |                           |                           |                           |                           |                            |                            |                            |                            |                                      |                                      |                                      |                                      |                                      |                                      |                        |                        |                        |                        |                       |                       |                       |                       |  |  |                                |                                |                                |                                |                                |                                |                      |                      |                       |                       |                       |                       |                              |                              |                              |                              |                              |                              |                          |                          |                          |                          |                     |                     |                           |                           |                           |                           |                           |                           |                           |                           |                           |                           |                         |                         |                         |                         |                       |                       |                         |                         |                         |                         |                             |                             |                             |                             |                              |                              |                              |                              |                              |                              |                          |                          |                          |                          |  |  |
| |  |                        |                        |                        |                        |                          |                          |                          |                          |                          |                          |                         |                         | Яков VI Стюарт            |                           |                           |                           |                            |                            |                            |                            |                                      |                                      |                                      |                                      |                                      |                                      |                        |                        |                        |                        |                       |                       |                       |                       |  |  |                                |                                |                                |                                |                                |                                |                      |                      |                       |                       |                       |                       |                              |                              |                              |                              |                              |                              |                          |                          |                          |                          |                     |                     |                           |                           |                           |                           |                           |                           |                           |                           |                           |                           |                         |                         |                         |                         |                       |                       |                         |                         |                         |                         |                             |                             |                             |                             |                              |                              |                              |                              |                              |                              |                          |                          |                          |                          |  |  |

Династия Тюдоров, правившая Англией с 1485 по 1603 год, была малолюдной. Особенно редки были в роду сыновья. Из трёх законных сыновей основателя династии Генриха VII (1457—1509) старший, принц Уэльский Артур (1486—1502), умер в возрасте пятнадцати лет, а младший, Эдмунд (1499—1500), — в раннем детстве. Корону унаследовал единственный выживший сын, Генрих VIII (1491—1547). Его старшая сестра Маргарита (1489—1541) стала королевой Шотландии, младшая сестра Мария (1496—1533) — королевой Франции, пусть и ненадолго: её первый муж Людовик XII умер через три месяца после свадьбы.
В следующем поколении история повторилась. Из потомства Генриха VIII отца пережили наследник Эдуард (1537—1553) и две дочери, Мария (1516—1558) и Елизавета (1533—1603). Из потомства Маргариты выжили лишь сын Яков (1512—1542) и дочь от второго брака Маргарита Дуглас (1515—1578). Немногочисленные потомки этой, шотландской, ветви Тюдоров выбыли из борьбы за корону Англии до начала XVII века. Из потомства Марии (дочери Генриха VII), вернувшейся в Англию и вышедшей вторым браком за Чарльза Брэндона, до совершеннолетия дожили две дочери: Элеонора (1519—1547) и Фрэнсис (1517—1559) — мать Джейн Грей. Отсутствие в роду наследников-мужчин привело к династическому кризису 1553 года и погубило Джейн.
Внешне привлекательная Фрэнсис Брэндон, внучка короля и дочь влиятельного сановника, не была завидной невестой. Брэндоны, в отличие от Тюдоров, были плодовиты (в 1533 году у Фрэнсис было семеро братьев и сестёр), поэтому женихи не могли рассчитывать ни на богатое приданое, ни на наследство. Чарльз Брэндон не сумел выдать дочь за самого блестящего жениха своего времени; взамен он интригами расстроил намечавшийся брак между уже обручёнными Генри Греем, маркизом Дорсетом и дочерью графа Арундела. В 1533 году пятнадцатилетняя Фрэнсис и шестнадцатилетний Генри Грей обвенчались; из-за нежелания или неспособности Брэндона дать дочери приданое его выплатил сам король. Из детей, родившихся в этом браке, до зрелых лет дожили родившаяся в 1537 году Джейн и её младшие сёстры Катерина (1540—1568) и Мария (1545—1578).
Король-подросток Эдуард VI был третьим и последним мужчиной из рода Тюдоров на троне Англии. В течение почти всего его правления действовал порядок престолонаследия, установленный последним (третьим) законом о престолонаследии Генриха VIII и его завещанием 1546 года. Эдуарду наследовали его сёстры Мария и за ней Елизавета, третьими в очереди были ещё не рождённые сыновья или внуки Фрэнсис Грей, за ними — потомки скончавшейся в 1547 году Элеоноры Клиффорд. В этой схеме Джейн Грей имела лишь призрачные шансы стать не правящей королевой и даже не королевой-матерью, но регентом при правящем короле-сыне. С появлением у Эдуарда собственных детей наследниками становились бы они, а очередь из сестёр и дальних родственников теряла практический смысл. Однако Эдуарду суждено было умереть в пятнадцать лет, и цепочка событий последних месяцев его жизни привела на трон «королеву девяти дней» Джейн Грей.

## Воспитание

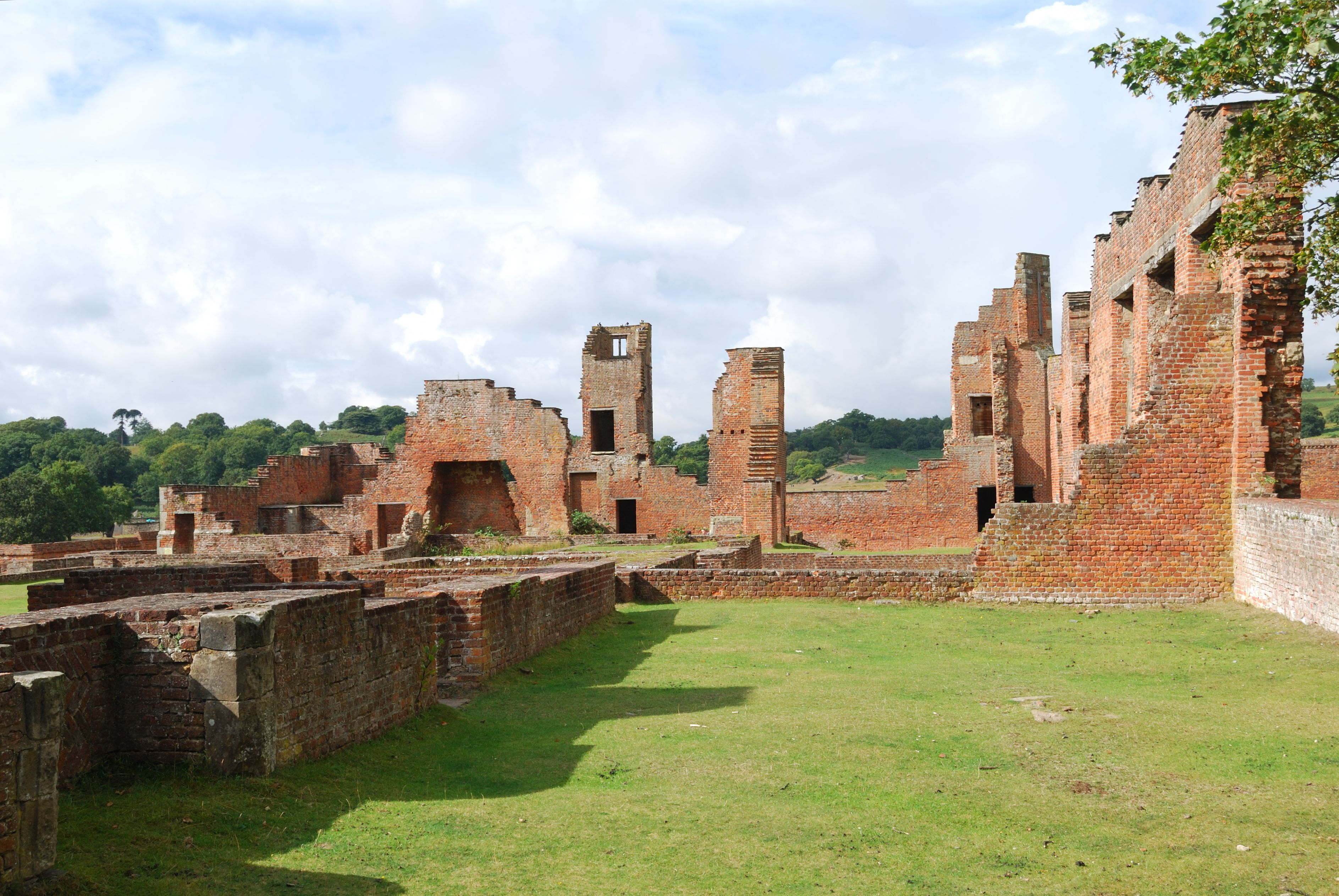
Брэдгейт-Хаус. Руины здания XVII века, «творчески восстановленные» в XIX веке с заменой оригинальной кладки

Дата и место рождения Джейн не известны. По преданию, она родилась в отцовском охотничьем поместье Брэдгейт-Хаус близ Лестера в октябре 1537 года, в один месяц с будущим королём Эдуардом, и погибла на семнадцатом году жизни. По мнению Эрика Айвза и Леанды де Лайл, более вероятно, что Джейн родилась весной 1537 года в лондонском Дорсет-Хаус на Стрэнде. По мнению Стивена Эдвардса, Джейн могла родиться ещё раньше, во второй половине 1536 года.
Сохранившаяся в Брэдгейте «башня Джейн Грей» (англ. Lady Jane’s Tower) с исторической Джейн никак не связана: главный дом, где росла Джейн, был полностью перестроен, а затем уничтожен пожаром ещё в XVIII веке. Не сохранилось и каких-либо сведений о раннем детстве Джейн, кроме того, что с 1545 года её обучением занялся Джон Эйлмер — выпускник Кембриджа и протеже Генри Грея. Частная жизнь молодой семьи, фактически находившейся в опале, современников не интересовала. Король по-прежнему считал Фрэнсис и её сестру «любимыми племянницами», но Генри Грея до государственных должностей не допускал. Права Фрэнсис и её потомков не упоминаются ни в одном из трёх законов Генриха VIII о престолонаследии. Лишь в 1546 году он вновь включил потомков Фрэнсис в очередь на престол и дал Грею первое значительное поручение — командование пехотой при осаде Булони. Настоящая карьера Генри Грея началась лишь при Эдуарде VI, при покровительстве Томаса Сеймура — дяди нового короля, младшего брата и политического соперника регента Эдуарда Сеймура.

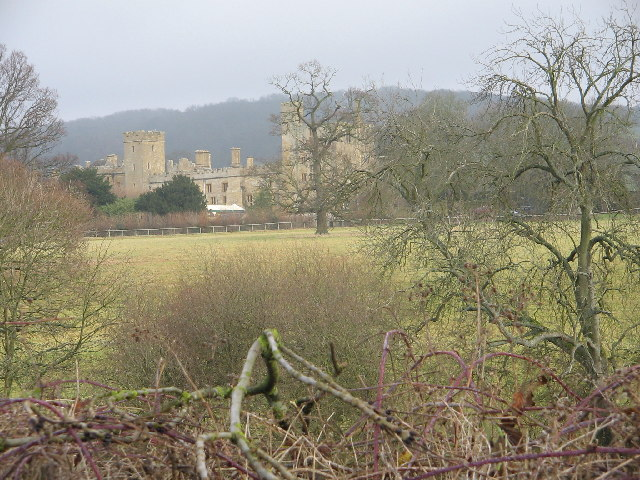
Замок Садли — поместье Томаса Сеймура, место смерти Катерины Парр. Джейн провела здесь лето 1548 года

Через несколько дней после смерти Генриха VIII Томас Сеймур предложил Грею отдать дочь на воспитание в собственный дом. Воспитание детей в семьях равных или старших по общественному положению (англ. wardship) было тогда в порядке вещей: ребёнок приобретал связи и опыт светской жизни, воспитатели — возможность выгодно устроить собственные матримониальные планы, а в случае смерти родителей — долю в их наследстве; родители же брали с воспитателей деньги в счёт этой доли. Неслыханным было предложение передать дочь в дом холостяка: в январе 1547 года неженатый Сеймур лишь домогался руки вдовствующей королевы Катерины Парр. Грей решительно отказался, и тогда Сеймур (по показаниям Генри Грея на следствии) раскрыл свой план выдать Джейн Грей за Эдуарда VI и посулил Грею кредит в две тысячи фунтов. Подумав неделю, Грей уступил, и Джейн на полтора года переехала в дом Сеймура и Парр. Скандал с ухаживанием Сеймура за другой своей воспитанницей, четырнадцатилетней Елизаветой, на отношения Греев с Сеймуром не повлиял. Генри Грей попытался вернуть дочь лишь в сентябре 1548 года, после смерти Катерины Парр, но Сеймур сумел оставить девочку при себе: контроль над ней был важнейшим политическим активом. Сама Джейн, судя по сохранившейся переписке, предпочитала свободный режим дома Сеймура жёстким правилам отцовского дома.
В январе 1549 года Тайный совет арестовал Томаса Сеймура по обвинению в государственном перевороте. Генри Грей, ближайший союзник падшего адмирала, после пяти допросов купил свободу обещанием выдать дочь за сына регента Эдуарда Сеймура. Летом был арестован и Эдуард Сеймур, а Генри Грей удачно присоединился к партии нового регента Джона Дадли и получил доходные должности при дворе. Джейн была представлена ко двору, неоднократно участвовала в дворцовых церемониях, но большую часть времени проводила в отцовских поместьях. Писатель-гуманист Роджер Ашем, посетивший Брэдгейт-Хаус в августе 1550 года в день, когда отец и мать отправились на охоту, застал Джейн за чтением платоновского «Федона» по-древнегречески. Девочка, со слов Ашема, тяготилась жизнью в родительском доме и жаловалась на суровые наказания за любые провинности. По мнению Элисон Плоуден и Меган Хикерсон, рассказ Ашема свидетельствует о формировании не только начитанной и смышлёной, но своенравной, язвительной, высокомерной натуры.
Книжное образование было, скорее всего, инициативой отца, считавшегося в академической среде покровителем наук. Генри Грей, связанный с королевской семьёй родством через свою прабабку Елизавету Вудвиль, воспитывался вместе с сыном Генриха VIII Генри Фицроем и получил превосходное гуманитарное образование. Сложив голову в тридцать семь лет в той же авантюре, что погубила и его дочь, Грей вошёл в историю как «глупейший из пэров Англии», но при жизни он слыл остроумным, образованным, жаждущим власти человеком. Унаследовав в 1551 году титул герцога Саффолка, Грей стал самым титулованным аристократом своего времени и привлёк внимание многочисленных богословов-протестантов, искавших герцогской милости и открыто называвших Джейн «первой евангелисткой Англии» и будущей невестой Эдуарда VI. С Греем регулярно переписывались английские, германские и швейцарские учёные; у Джейн не было недостатка ни в книгах, ни в наставниках.
Впрочем, в возрасте четырнадцати лет она утратила былой интерес к книжной премудрости: теперь её более занимали наряды и музицирование. Джон Эйлмер неоднократно просил цюрихского богослова Генриха Буллингера наставить Джейн на ум, например, поставив в образец облик и поведение хорошо знакомой принцессы Елизаветы. Вероятно, наставление подействовало: по словам Эйлмера, Джейн отказалась носить богатые подарки принцессы Марии.

## Личность

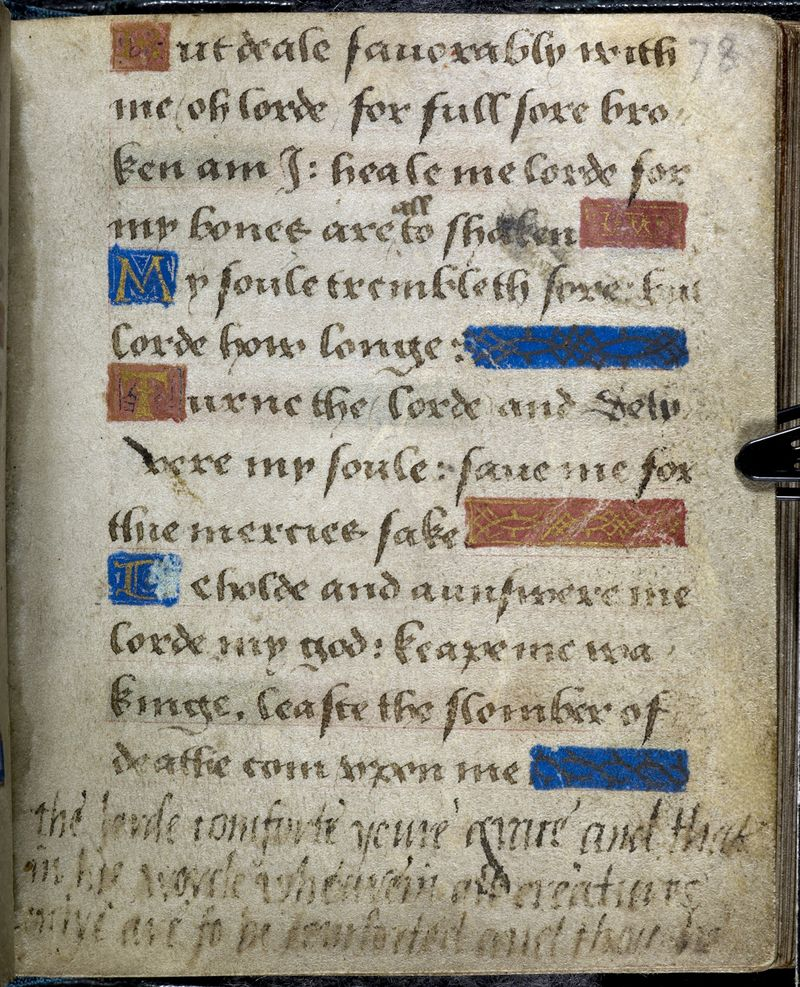
Страница из молитвенника с записью на полях (Harley 2342). Вероятно, это тот самый молитвенник, который Джейн Грей взяла на эшафот. По альтернативным версиям, запись на полях сделана Катериной Парр или неизвестным профессиональным писцом

Джейн и её сёстры принадлежали к первому поколению англичан, с младенчества воспитывавшихся в духе евангелической Реформации (понятие протестантизма появилось в Англии позже, в середине 1550-х годов). Вся её жизнь прошла в среде реформаторов-евангелистов: вероятно, в частной жизни она вообще никогда не соприкасалась с традиционным католичеством. Религиозный террор Генриха VIII, до конца жизни считавшего отрицание пресуществления смертным грехом, на членов королевского дома не распространялся. Убеждённым протестантом вырос король Эдуард VI; активным реформатором, переводчиком и издателем протестантской литературы была Катерина Парр (парадоксально, но в 1543—1546 годы в её богословский кружок входила и католичка Мария). Генри Грей не только поощрял учёных-реформаторов, но и лично пропагандировал протестантскую доктрину с трибуны Палаты лордов. Третьим после отца и Катерины Парр духовным авторитетом, со слов самой Джейн, был радикальный реформатор из Страсбурга Мартин Буцер, в 1549—1551 годах проповедовавший в Кембридже. Именно он внушил девушке отвращение к католическому пониманию причастия и святых даров. Влияние на Джейн давней знакомой Греев — принцессы Марии Тюдор — достоверно неизвестно. Джон Фокс сообщает, что разрыв между ними произошёл в конце 1549 года, когда двенадцатилетняя Джейн намеренно грубо отозвалась о религиозности Марии. По мнению Леанды де Лайл, предвзятое мнение Фокса неверно: Мария и в последующие годы поддерживала с сёстрами Грей добрые отношения.
Сохранилось много свидетельств об образовании Джейн, но объективно оценить его уровень и степень её одарённости сложно из-за пристрастности свидетелей. Ашем утверждал, что она интеллектуально превосходила Елизавету, Фокс считал её более одарённой, чем Эдуард VI. Точно известно, что к четырнадцати годам Джейн в совершенстве владела латынью и умела писать по-древнегречески. Французскому, итальянскому и древнееврейскому языку её учили приглашённые эмигранты-протестанты; по мнению Джеймса Тейлора, уместно говорить не о знании Джейн этих языков, а о поверхностном знакомстве с ними. Утверждение Томаса Челонера о том, что она говорила на восьми языках, включая халдейский и арабский, историки всерьёз не принимают. Основанием этой легенды мог стать интерес Джейн к хранившейся в королевской библиотеке «Комплютенской Полиглотте» — первопечатной Библии на латыни, древнегреческом и древнееврейском языках с фрагментами на халдейском и арамейском (а не арабском).
Обширный корпус писем Джейн, в основном написанных в заключении, свидетельствует о превосходном знании Писания и апокрифов: подобно средневековым авторам, она писала языком библейских цитат — по памяти, не сверяясь с первоисточником. По подсчёту Эрика Айвза, только в одном абзаце письма к Томасу Гардингу (80 слов) зашифровано девять цитат из Ветхого и Нового завета. Письмо это наполнено шаблонными конструкциями: анафорой, пролепсисом, риторическими вопросами; его шестичастная структура строго следует канону риторики. Вероятно, Джейн столь тщательно формулировала свои послания в расчёте на их публикацию, что и произошло после её смерти.
Внешний облик Джейн достоверно не известен. Традиционные авторы словесных описаний — иностранные дипломаты и купцы — до кризиса 1553 года ею не интересовались. В качестве королевы её показывали народу один раз, при въезде в Тауэр 10 июля 1553 года. Единственное сохранившееся свидетельство о внешности Джейн в этот день, якобы записанное генуэзским купцом Батиста Спинолой, на поверку оказалось фальсификацией начала XX века. Не сохранилось и каких-либо сведений о существовании прижизненных портретов. Самое раннее свидетельство такого рода датировано 1560-ми годами: портрет некоей «леди Джейн Грей» находился в собственности Бесс из Хардвика (1527—1608), дальней родственницы и хорошей знакомой семьи Греев. В конце жизни Бесс передала портрет внучке, Арабелле Стюарт; в 1601 году он навсегда исчез из описей фамильного имущества. Попытки отыскать утраченный «чатсуортский портрет» среди многочисленных анонимных изображений XVII века были безуспешны. Одни из этих картин были идентифицированы как портреты Катерины Парр и баронессы Дакр, другие остаются «портретами неизвестных». Историки начала XXI века полагают, что ни один из них не может быть надёжно атрибутирован как «портрет Джейн Грей»; мнения о том, какое изображение могло бы быть её портретом, расходятся.

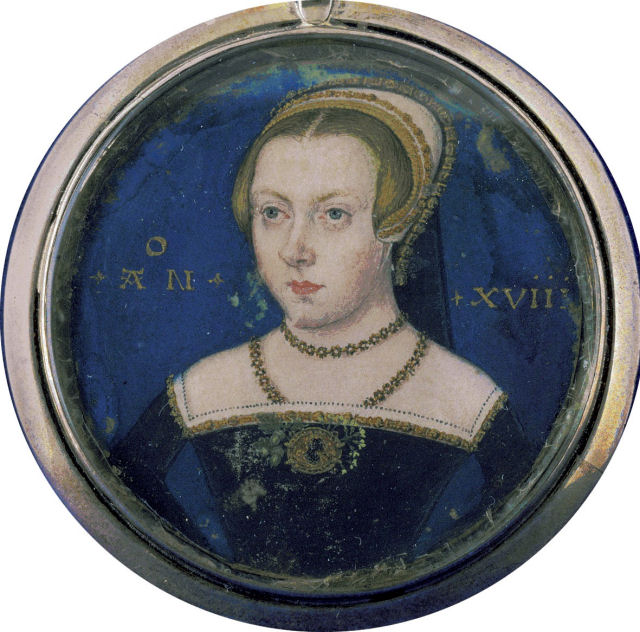
Йельская миниатюра Левина Теерлинк, около 1550
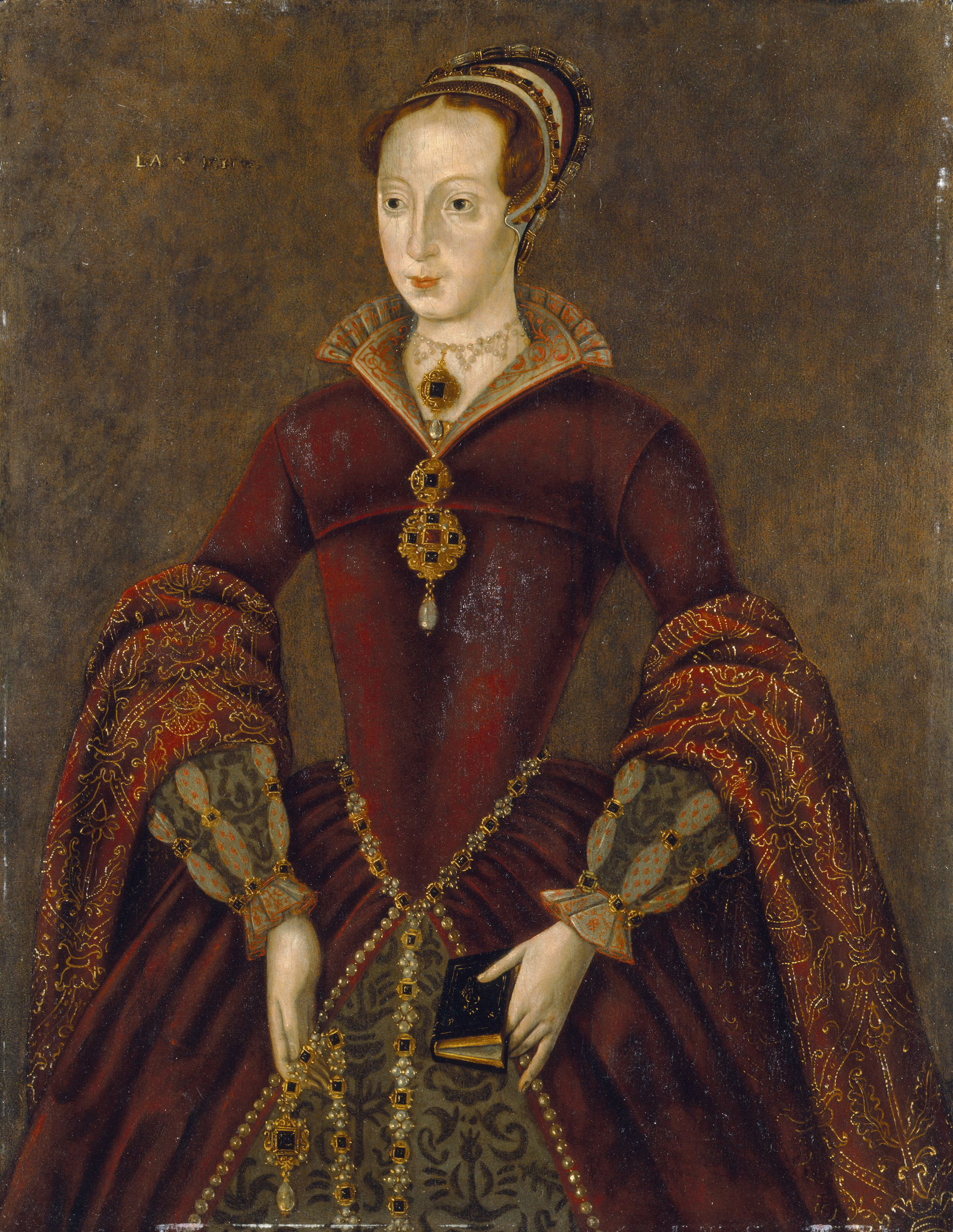
Стретемский портрет 1590-е годы
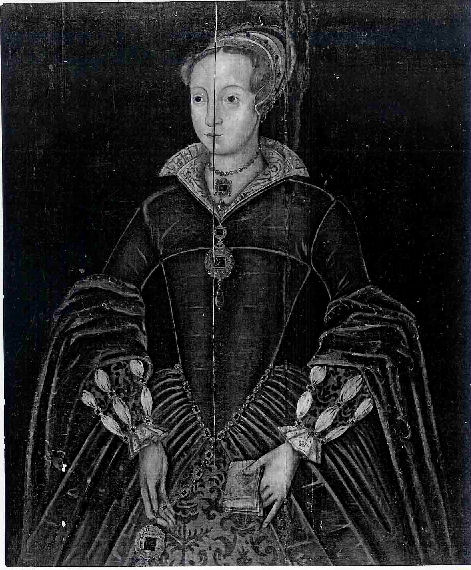
Хафтоновский портрет Год создания неизвестен
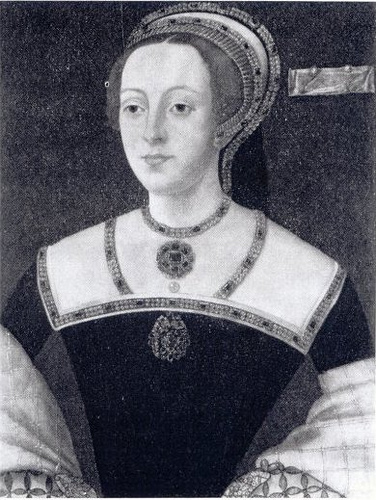
Нортвикский портрет Год создания неизвестен

По мнению Дэвида Старки и Леанды де Лайл, подлинным изображением Джейн Грей может быть миниатюра работы Левины Теерлинк из собрания Йельского университета. Брошь на груди изображённой, по мнению Старки, — один из предметов, переданных казной в распоряжение Джейн 14 июля 1553 года. Брошь украшена веточкой дуба и цветами. Предположительно, это полевая гвоздика (англ. gilliflowers) — личная эмблема Гилфорда Дадли. По мнению Эрика Айвза, на миниатюре изображена не гвоздика Гилфорда Дадли, а растение из рода первоцветов (англ. cowslips), а подпись A° XVIII («восемнадцати лет») не может относиться к Джейн, не дожившей и до семнадцати.

По мнению Айвза, наиболее вероятные кандидаты — три копии одного и того же портрета женщины, одетой по моде 1550-х годов. Стивен Эдвардс предполагает, что они были написаны с утраченного «чатсуортского портрета». Лучше других изучен так называемый «Стретемский портрет» (англ. Streatham portrait) 1590-х годов, подписанный «леди Джейн» (англ. Lady Jayne) и с 2006 года хранящийся в Национальной портретной галерее. Второй экземпляр, впервые выставленный бароном Хафтоном в 1866 году, — также копия с неизвестного оригинала — находится в частных руках. Местонахождение третьей копии, в XX веке принадлежавшей историку Герберту Норрису, неизвестно. На всех трёх копиях изображённая держит в руке книгу (возможно — напоминание о молитвеннике, который взяла на эшафот реальная Джейн). Высказывались предположения, что на этих портретах изображена не Джейн Грей, но либо Джейн Сеймур (дочь протектора), либо Джейн из рода Монтегю — однако совершенно невероятно, чтобы интерес к этим малоизвестным женщинам продолжался и в конце XVI века.
Возможно, что именно Джейн Грей изображена на так называемом «нортвикском портрете» из коллекции Джайлса Уонтнера. По мнению Айвза, это копия с утраченного портрета Джейн Грей в полный рост из собрания её современника барона Ламли. По мнению Эдвардса, Айвз неправильно интерпретировал каталог Ламли: существующий портрет и таинственный оригинал — одна и та же картина; идентифицировать изображённую на ней женщину невозможно.

## Замужество

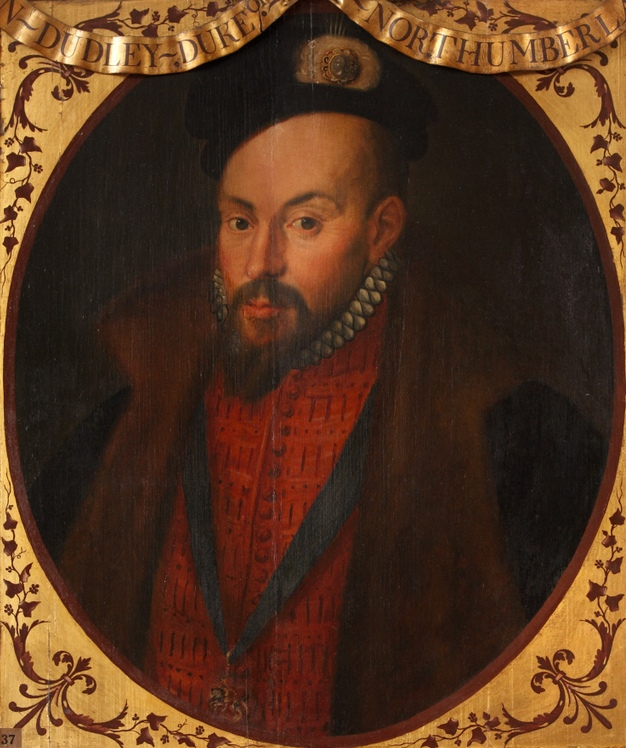
Джон Дадли, герцог Нортумберленд, лорд-президент и фактический диктатор с января 1550 по 19 июля 1553 года

В феврале 1553 года король Эдуард слёг от болезни, которая оказалась смертельной. В апреле, когда возможность выздоровления Эдуарда ещё не ставилась под сомнение, Генри Грей и регент Джон Дадли при посредничестве Элизабет Парр заключили соглашение о помолвке Джейн Грей с младшим сыном регента Гилфордом. Первое свидетельство об уже состоявшейся помолвке датировано 24 апреля: в этот день слуги Дадли доставили в дома невесты и свахи свадебные подарки. Тогда же Генри Грей устроил помолвку средней дочери со старшим сыном графа Пембрука. Состоявшаяся на Троицу (англ. Whitsun), 21 мая двойная свадьба удивила французского и итальянских послов неслыханной роскошью и демонстративным отсутствием в списке приглашённых имперских послов.
По мнению историков XIX века и первых трёх четвертей XX века, брак Джейн Грей и Гилфорда Дадли был частью плана Джона Дадли по захвату власти в стране. Регент, панически боявшийся прихода к власти католички Марии, выдал сына за протестантку Джейн Грей и убедил смертельно больного короля отрешить от престолонаследия Марию и Елизавету и назначить наследницей Джейн. Затем Дадли уговорами и угрозами принудил Тайный совет и верховных судей одобрить изменение законного порядка престолонаследия, но не рискнул публично огласить эти изменения. В конце XX века историки существенно скорректировали взгляд на события. В работах Уилбера Джордана, Дэвида Лодса, Линды Портер, Леанды де Лайл, Джери Макинтош и других авторов Эдуард 1552—1553 годов — не марионетка в руках Дадли, но самостоятельный политик, первым предложивший назначить наследниками, в обход Марии и Елизаветы, ещё не рождённых детей Джейн Грей. В трактовке этой школы брак Джейн и Гилфорда, заключённый до того, как положение Эдуарда стало безнадёжным, — не часть заранее составленного плана, но случайное «удачное» обстоятельство. Первые шаги по изменению порядка наследования Эдуард и Дадли сделали лишь в первой декаде июня. Именно в этот период, вероятно — по инициативе Дадли, король заменил «потомков Джейн Грей» первой версии на «Джейн Грей и её потомков». 11 июня умирающий Эдуард призвал к себе судей, чтобы обсудить проект завещания; одиннадцать дней спустя, после того, как Дадли угрозами и уговорами убедил аристократов, епископов и судей утвердить проект, завещание Эдуарда приобрело силу закона.
Отношение самой Джейн к браку и лично к Гилфорду известно лишь в изложении итальянцев — свидетеля переворота 1553 года нунция Джованни Коммендони и издателя-компилятора из Феррары Жироламо Россо, опиравшегося на отчёты венецианских посланников. Коммендони писал, что Джейн противилась браку с Гилфордом, но не назвал ни причины, ни способов противодействия. Россо добавил, что Джейн якобы предчувствовала опасность; отец угрозами, а мать уговорами вынудили её согласиться (в викторианскую эпоху в пересказе Агнес Стрикленд угрозы превратились в физическое избиение). Возможно, Джейн считала себя связанной прежними соглашениями: со слов королевы Марии в изложении Симона Ренара известно, что Джейн была ранее помолвлена с неким «учеником епископа Винчестерского». Личность этого жениха доподлинно неизвестна: возможно, им был сын казнённого Эдуарда Сеймура Эдуард — воспитанник маркиза Винчестерского.
О личности Гилфорда Дадли, который был всего лишь на год или два старше Джейн, почти ничего не известно; единственное его письмо (поминальная записка в молитвеннике Джейн) сохранилось в изложении Ричарда Графтона. Недолгая совместная жизнь молодожёнов описана источниками противоречиво. По сообщению имперского посла, в июне супруги жили раздельно, якобы из-за «незрелого возраста» (англ. tender age) мужа. По сообщению Коммендони, совместная жизнь началась до провозглашения Джейн королевой; о том же (опять-таки в изложении итальянских авторов) писала в заключении и сама Джейн. В середине июня после двух или трёх ночей c Гилфордом она, под предлогом «отравления», уединилась в загородном доме в Челси и оставалась там до 9 июля. Именно там, в третью неделю июня, Джейн узнала от свекрови об изменении порядка престолонаследия. Джейн, с её слов, была встревожена, но не придала известию большого значения — вероятно, предположив, что свекровь всего лишь манипулирует ею в семейном конфликте.

## Девять дней

Лондонский Тауэр. В XVI веке лужайка справа, у подножия Белой башни, была застроена зданиями королевских покоев

Король Эдуард VI скончался около девяти часов вечера 6 июля 1553 года. Роберт Дадли, посланный отцом арестовать Марию, опоздал: опальная принцесса, заблаговременно бежав из загородной резиденции, уже скакала в свои поместья в Норфолке. 8 июля Мария, находясь вне досягаемости семьи Дадли, запустила заранее спланированный механизм вооружённого мятежа. В Лондоне же продолжалось междуцарствие: прежде чем представлять народу королеву Джейн, надо было убедить её принять корону. Из письма Джейн Марии, написанного в заключении в Тауэре и дошедшего до нас в итальянских переводах, известно, что 9 июля дочь Джона Дадли Мэри Сидни привезла в Челси приказ Тайного Совета. Джейн следовало немедленно отправиться в Сайон-хаус — пригородный дворец казнённого Эдуарда Сеймура, чтобы «принять то, что было назначено королём». Когда лодка с женщинами добралась по Темзе до места назначения, недостроенный дворец был пуст. Лишь некоторое время спустя туда пожаловали Джон Дадли и высшие сановники государства Фрэнсис Гастингс, Уильям Герберт, Уильям Парр и Генри Фицалан. Джон Дадли сообщил Джейн, что король умер и что по его воле Джейн должна принять корону. После того как Джейн отказалась, Дадли подключил к переговорам «только что приехавших» Фрэнсис Грей, Джейн Дадли и Анну Парр, а после второго отказа — Генри Грея и Гилфорда Дадли. В конце концов именно под давлением родителей и мужа Джейн дала согласие.
10 июля Тайный совет публично провозгласил Джейн королевой. Джейн с мужем и родителями торжественно отправилась на барке в Тауэр, где уже были устроены временные королевские апартаменты; пока они плыли вниз по течению, Совет получил первый ультиматум Марии. Угроза ускорила действия партии Дадли: к концу дня Совет наконец составил и сдал в печать прокламации от имени Джейн. Количество таких воззваний, собственноручно подписанных Джейн за девять дней, свидетельствует о том, что она осознанно приняла верховную власть и отнюдь не пыталась устраниться от неё, как это преподносили авторы XIX века. В отличие от Марии, воздерживавшейся от религиозных лозунгов, Джейн обращалась к народу с открыто протестантской позиции и обвиняла соперницу в желании привести страну под контроль папства. Народ Лондона безразлично молчал, народ Восточной Англии собирался под знаменем Марии. Два дня спустя, со слов Коммендони, произошёл первый острый конфликт Джейн с семьёй Дадли. Лорд-казначей Уильям Паулет, доставивший в Тауэр корону, неосторожно сказал, что надо срочно сделать и вторую, для Гилфорда. Джейн, не собиравшаяся делить трон с мужем, воспротивилась, что вызвало яростное сопротивление клана Дадли. Отношение Джейн к Гилфорду бесповоротно изменилось: она поняла, что муж с самого начала был посвящён в планы своего отца, в которых Джейн отводилась роль пешки. Герберт и Фицалан сумели погасить скандал, но это не изменило сути: Джейн, изолированная от мира в Тауэре и не имевшая рычагов реальной власти, по-прежнему оставалась заложницей Джона Дадли и его партии.
К 12 июля положение Джейн и семьи Дадли стало критическим. Джон Дадли, до того не считавший Марию реальной угрозой, начал лихорадочную вербовку наёмников для военной операции; в родном Брэдгейте сосредотачивались отряды дяди Джейн Джорджа Медли. Вопрос о том, почему Дадли возглавил военную операцию лично, оставив Лондон на попечение Генри Грея, историками не решён: по одним источникам, Джейн требовала назначить командующим собственного отца, по другим — протестовала против такого назначения. Дадли, бесспорно, был наиболее компетентным военачальником своего времени и в этом качестве пользовался полной поддержкой Джейн. 14 июля он ушёл в поход; в тот же день взбунтовался посланный к берегам Норфолка флот. По мнению современников, именно с известия об этом начался распад партии Дадли. Аристократы, присягнувшие Джейн, один за другим перешли на сторону Марии и в Восточной Англии, и в тылу Дадли — в долине Темзы. По мере того, как новости поступали в Лондон, Тайный совет становился всё менее решителен в поддержке королевы. 17 июля, подозревая советников в готовящейся измене, Джейн взяла под личный контроль стражу Тауэра, а на следующий день объявила набор собственного войска. Командовать им должны были «наши верные и любимые кузены» Генри Фицалан и Уильям Герберт, графы Арундел и Пембрук: им предстояло собрать наличные силы, расквартированные на границе с Уэльсом и ударить c запада по мятежникам в долине Темзы. Джейн ещё не знала, что в тот же день Дадли отказался от боя с мятежниками и отступил к Кембриджу и что именно «любимые кузены» тайно готовили в Лондоне переворот в пользу Марии.
19 июля Герберт, заручившись поддержкой Тайного Совета и лондонского самоуправления, провозгласил Марию королевой. Лондонцы переворот приветствовали, ни один из бывших сторонников Джейн не поддержал. Понимая соотношение сил, Генри Грей приказал страже Тауэра сложить оружие; стражники, в свою очередь, принудили его присягнуть Марии. Именно отцу и довелось сообщить дочери о том, что она низложена. После того как он спешно уехал к Герберту вымаливать прощение, стражники получили приказ арестовать Джейн, Гилфорда Дадли, его мать и всех их спутников. Не покидая Тауэра, бывшая королева стала пленницей. Джон Дадли, получив известие о перевороте, прекратил сопротивление и сдался на милость победителей.

## Заключение и казнь

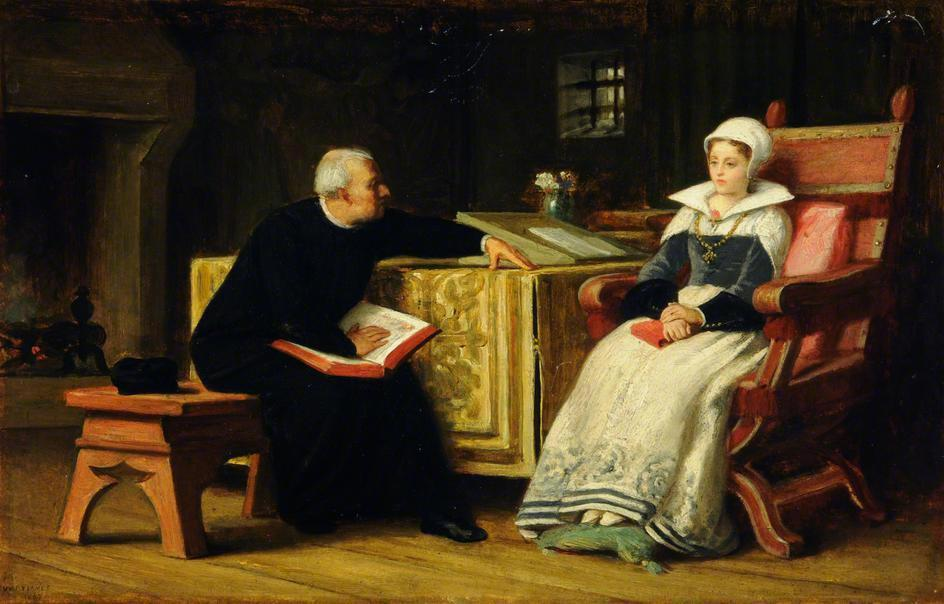
Леди Джейн Грей в Тауэре. Худ. Уильям Фредерик Йимз (1860)

В первые недели правления гнев Марии был направлен исключительно на семью Дадли и лишь во вторую очередь — на Джейн и лондонских чиновников, не столько за попытку захвата власти, сколько за оскорбительные прокламации о её «незаконнорождённости». Преследовать Греев она не собиралась: Генри Грей, препровождённый в Тауэр 27 июля, через три дня купил прощение за двадцать тысяч фунтов, а в ноябре Мария простила ему и этот долг. Мария была готова помиловать и Джейн, но в дело вмешались послы Карла V Ян Схейве и Симон Ренар, требовавшие крови. Под их влиянием королева оставила Джейн под стражей и 12 августа подписала против неё акт обвинения в государственной измене, что в XVI веке означало неизбежный смертный приговор. Приводить его в исполнение Мария не собиралась и активно искала способы освободить Джейн, которые устроили бы и имперских послов, и английское общество, в котором преобладало мнение о невиновности Джейн и о милосердии Марии. Действительно, из всех участников кризиса 1553 года были казнены только Джон Дадли, Джон Гейтс и Томас Палмер; большинство их сторонников, к недовольству Ренара, отделались имущественными санкциями (англ. composition). К концу августа в Тауэре осталась лишь горстка узников.
Режим содержания Джейн в Тауэре был относительно мягким. Она комфортно жила в доме коменданта, рядом с ней были слуги, родители, она вела переписку, принимала гостей с воли и свободно беседовала с ними о религии и политике, однако прогулки ей были запрещены до середины декабря. Через десять лет после смерти Джейн в протестантских кругах сложилась легенда о том, что её казнили беременной: во время заключения Джейн якобы зачала от Гилфорда. В действительности супруги были разлучены, Джейн могла лишь видеть Гилфорда из окна камеры, не более того. Евангелист-радикал Роуленд Ли, посетивший Тауэр 29 августа 1553 года, писал, что Джейн была уверена в скором помиловании. Она презирала Дадли за переход в католичество, не скрывала враждебного отношения к начавшейся контрреформации и собиралась препятствовать реставрации латинского обряда, даже если бы это могло стоить ей жизни.

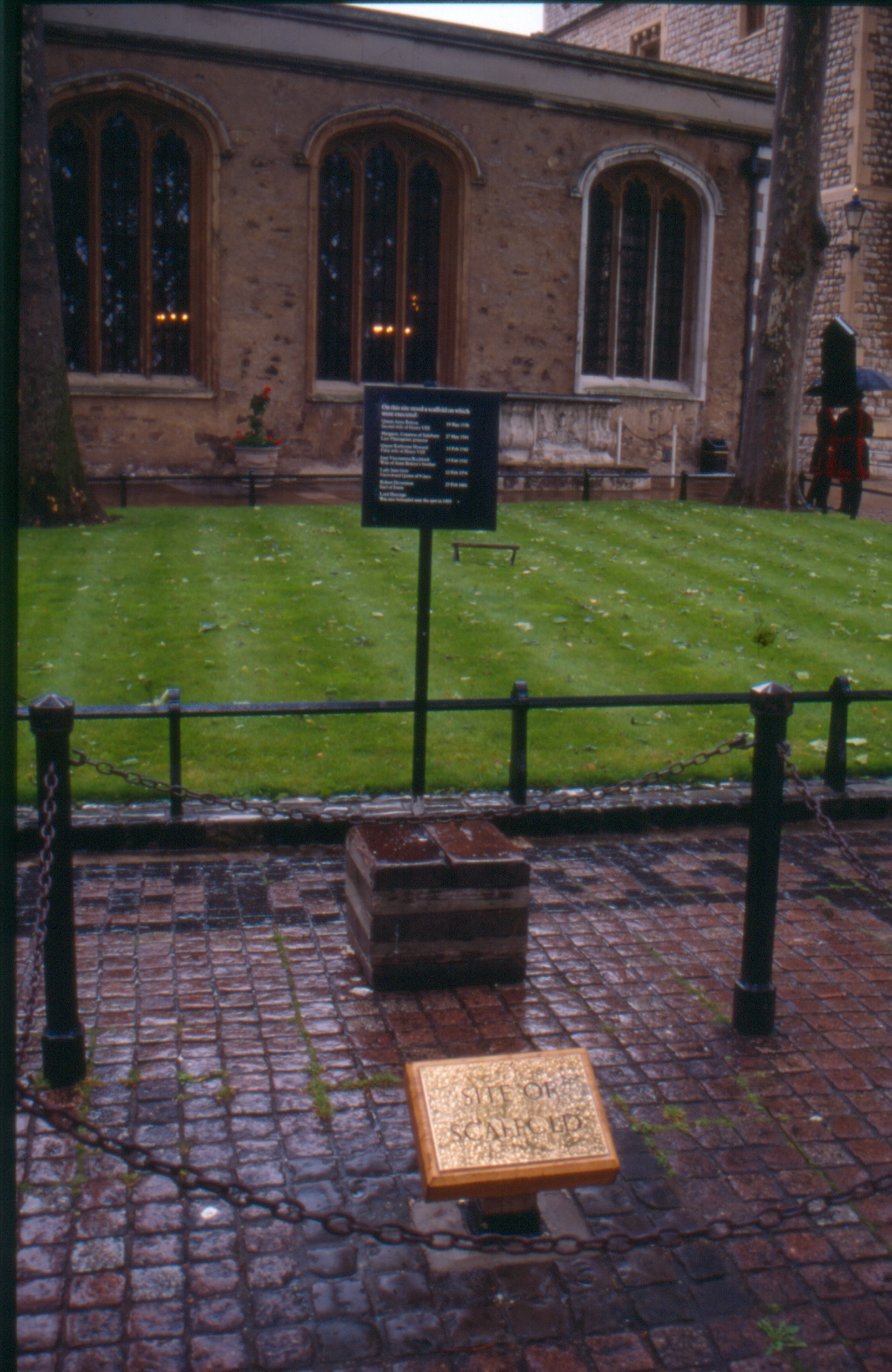
Место казни: внутренний дворик Тауэра у церкви св. Петра в оковах

Суд над Джейн, Гилфордом, его братьями Амброузом и Генри и архиепископом-реформатором Кранмером состоялся 13 ноября под председательством убеждённого католика Ричарда Моргана. Осуждение Джейн и братьев Дадли стало юридической формальностью (все они уже были лишены гражданских и политических прав и не отрицали своей вины); главной целью судилища была расправа над Кранмером. Все обвиняемые, как и ожидалось, были приговорены к смерти: мужчины к повешению, потрошению и четвертованию, Джейн — к сожжению заживо или обезглавливанию, на усмотрение королевы.
Процесс Джейн Грей совпал во времени с началом политического кризиса, который завершился восстанием Уайетта и гибелью Джейн и её отца. В середине ноября 1553 года политическое равновесие государства пошатнулось из-за спора о замужестве королевы: Мария склонялась к браку с испанцем Филиппом, общество с этим выбором не соглашалось. Петиции и аристократов, и членов палаты общин Мария отвергла, одновременно усиливая давление на протестантов. В декабре в среде парламентариев-протестантов сложился заговор. По планам мятежников, восстание должно было поднято на Пасху 1554 года в четырёх графствах; возмущение в Лестершире взялся возглавить Генри Грей. Действия Ренара и епископа Гардинера, подозревавших о заговоре, спровоцировали мятежников на преждевременное выступление. Генри Грей бежал в Ковентри для вербовки мятежных отрядов, но и народ, и знакомые феодалы отказали ему в поддержке. 2 февраля он был арестован прячущимся, со слов Ренара, в дупле огромного дуба близ Эстли-Холл. Действия Томаса Уайетта-младшего были более удачными: разгромив 29 января правительственный отряд, он кружным путём привёл своё войско к стенам лондонского Сити. Там 7 февраля его отряды были рассеяны правительственными войсками под началом Уильяма Герберта.
Правительственные прокламации, составленные Тайным Советом во время восстания, утверждали, что целью восставших было возведение на трон Гилфорда Дадли и Джейн Грей. Возможно, вельможи хотели очернить восставших, связав их с непопулярным режимом Дадли; возможно, они пытались манипулировать Марией с целью физически уничтожить семью Греев. Окончательное решение ликвидировать Джейн королева приняла в разгар восстания Уайетта.
И католические, и протестантские источники XVI века утверждают, что Мария действовала под давлением Гардинера, Ренара и агентов папы Юлия III; её действительные мотивы остались тайной.
Казнь была назначена на 9 февраля 1554 года, но посланный исповедовать Джейн проповедник Джон Фекенхем выпросил три дня отсрочки, рассчитывая вернуть Джейн в католичество. Джейн, уже простившаяся со всем земным, покоряться отказалась. 12 февраля первым на Тауэр-Хилл сложил голову Гилфорд, затем, во внутреннем дворике, Джейн. Перед выводом на казнь она написала на страницах молитвенника своё последнее письмо — посвящение коменданту Тауэра, заканчивавшееся словами: «как сказал Проповедник, время рождаться, и время умирать, и день смерти лучше дня рождения. Ваш друг, знает Бог, Джейн Дадли». В предсмертной речи к немногочисленным свидетелям она признала обвинение, но отказалась признать вину. В последние минуты она, по словам Коммендони, потеряла ориентацию и не смогла самостоятельно найти плаху. Никто из спутников не рискнул приблизиться, и к плахе её привёл случайный человек из толпы.

## Образ в искусстве

### Духовная литература и публицистика

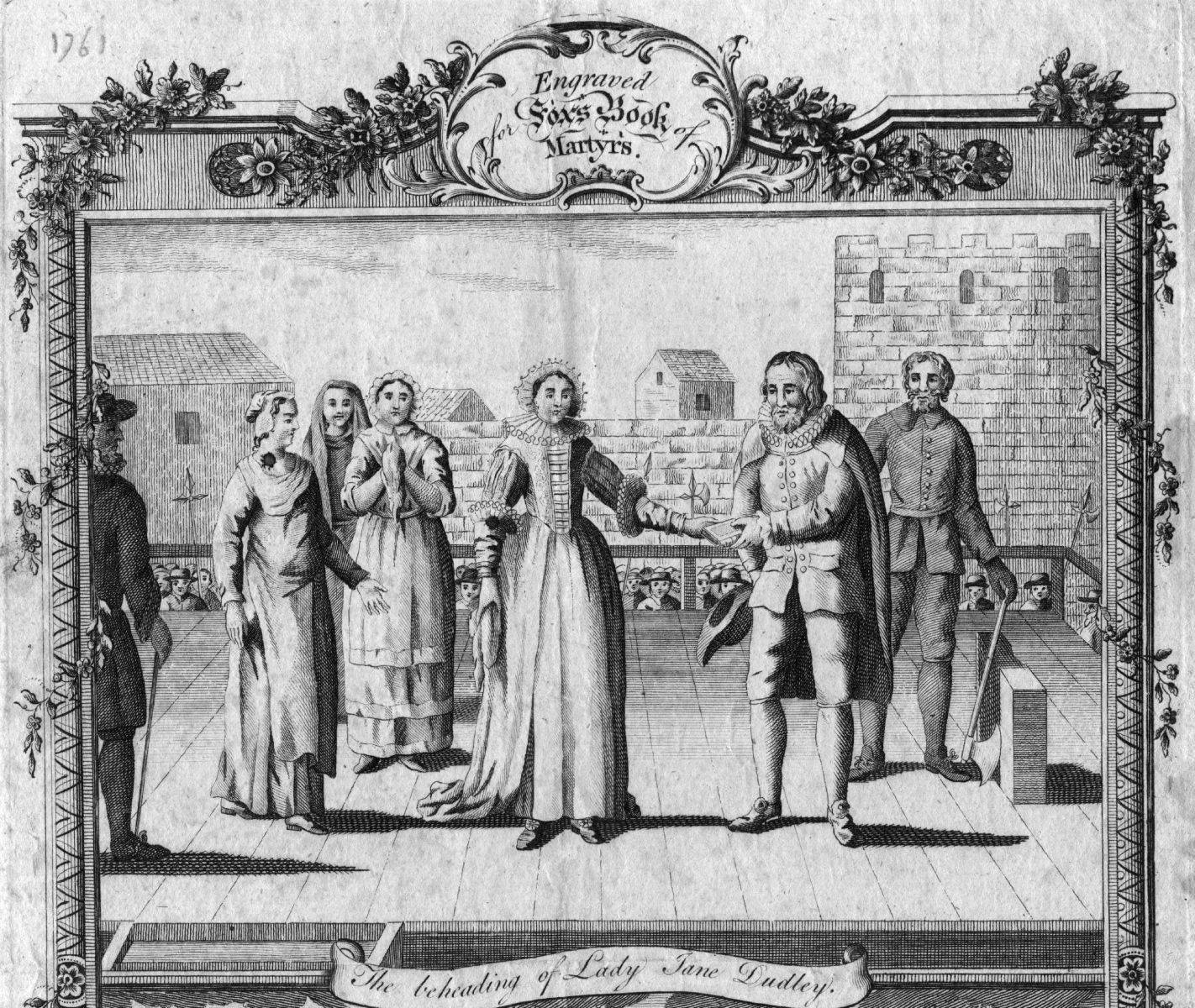
Сцена казни Джейн Грей из «Книги мучеников» Фокса в редакции Мартина Мадана, 1761 год

Казнь сделала Джейн первой протестантской мученицей Англии и породила волну житийной литературы, весьма далёкой от исторической действительности. Первые издания писем Джейн, тайно отпечатанные в Англии, появились сразу после казни; затем, по мере усиления репрессий, книгоиздательство переместилось на континент, а после смерти Марии вернулось на родину. Почти все письма Джейн дошли до нас лишь в перепечатке XVI века, иногда в обратном переводе с итальянского. Редкое исключение — подлинники её писем Генриху Буллингеру, хранящиеся в Цюрихской библиотеке.
В 1563 году хронист Джон Фокс опубликовал в своей «Книге мучеников» первое развёрнутое жизнеописание Джейн с приложением важнейших её писем. В сочинениях Фокса и Холиншеда главная черта Джейн — непреклонная твёрдость в вопросах веры.
Вскоре, не позднее 1570 года, поток литературы о Джейн иссяк: с одной стороны, издатели насытили рынок, с другой — католицизм более не считался главной угрозой, с третьей — роль «первой мученицы» перешла к вполне живой Елизавете. После того как Фокс сформулировал эту доктрину, ставить Джейн рядом с Елизаветой стало неприлично, а вспоминать о семействе Греев — небезопасно. Катерина и Мария Грей по-прежнему претендовали на очередь престолонаследия; юрист Джон Хейлз, осмелившийся напомнить об этом королеве, был арестован и провёл в Тауэре два года. К концу правления Елизаветы издатели могли открыто публиковать лишь два из многих десятков писем Джейн.

Интерес к Джейн возродился в первой половине XVII века, в начале новой волны реформации англиканской церкви. В 1615, 1629 и 1636 годах вновь печатаются письма и диалоги Джейн с Фекенхемом; в период Революции и реставрации Стюартов они окончательно вошли в обычный круг протестантского чтения.

### Художественная литература

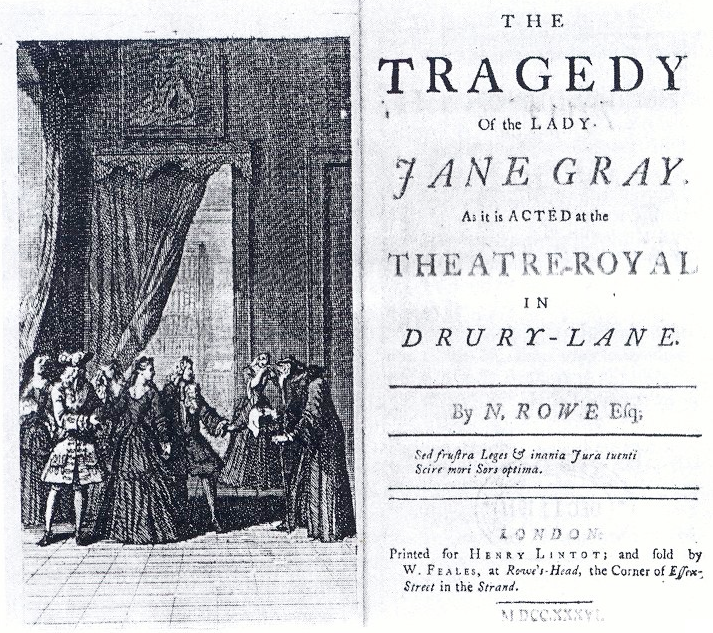
«Трагедия Джейн Грей» Николаса Роу, издание 1736 года

Светский литературный образ Джейн как страдалицы и жертвы сложился ещё при Тюдорах. Первую сохранившуюся поэму о Джейн, всего через несколько месяцев после казни, написал Джордж Кавендиш. В начале правления Елизаветы тему мученичества Джейн Грей продолжили анонимные авторы народных лубков на английском языке и поэты из высшего общества, писавшие на латыни. Вслед за официальной пропагандой и те, и другие открыто осуждали Марию и её окружение. Анонимный автор прокламации 1562 года сравнивал события июля 1553 года с предательством Иуды. Придворный поэт-классицист Томас Челонер писал, что преждевременная смерть Марии — божья кара не столько за её лицемерие в делах веры, сколько за бездушное отношение к благородной женщине: «Не должна ли была леди, некогда столь утончённая, сочувствовать не менее утончённой Джейн?»
Тема любви Джейн к Гилфорду впервые появляется в «Героических письмах об Англии» Майкла Дрейтона (1597). Дрейтон, как и его предшественники, восхвалял Елизавету и поносил Марию, но главная тема его «Писем Джейн и Гилфорда» — чувства неопытных влюблённых на пороге смерти:
«Прощай, милый Гилфорд, развязка приближается.
Наш удел — небо, на земле мы чужие».
Тот же мотив преобладал и в первой, не сохранившейся, пьесе о Джейн и Гилфорде, написанной коллективом авторов в 1602 году. Пять лет спустя Джон Уэбстер и Томас Деккер переделали её в «Историю сэра Томаса Уайетта». В следующем столетии тему любви Джейн и Гилфорда развили Эдвард Юнг (1715) и Николас Роу (1714); в трагедии Роу впервые возникает фантастический любовный треугольник (Джейн — Гилфорд — Пембрук).
В сочинениях поэтов, историков и публицистов XVII—XVIII веков Джейн — абсолютный идеал красоты и нравственности. Уже в 1630 году Джон Хейворд в «Истории правления Генриха VI» назвал Джейн «особой редчайшего, несравненного совершенства … украшенной всеми известными добродетелями как безоблачное небо звёздами…». Моралисты XVIII века эксплуатировали образ Джейн — идеальной жены, в дублинском театре призрак Джейн преследовал на сцене неверных мужей. Джордж Кит, опубликовавший в 1757 году шаблон, по которому составлялись подобные сочинения, признавал: «должно быть, я не способен воздать всё причитающееся этой добродетельной особе, но надеюсь, что, по крайней мере, я не отступил от законов природы». В начале XIX века тема Джейн появилась и надолго закрепилась в нравоучительной литературе для детей, подростков и молодых женщин.
В 1791 году, на пороге века романтизма, издатель «готических романов» Уильям Лейн опубликовал в Лондоне роман в письмах «Леди Джейн Грей» — первый в череде многочисленных романов о Джейн и Гилфорде. Образы Джейн в литературе XIX века следуют одному из трёх шаблонов: романтической героини, романтической жертвы или идеальной домохозяйки. Романтическая героика преобладала в 1830-е годы: рынки Великобритании, Франции и США наводнили откровенно вымышленные, подчас фантастические сочинения. Особенно преуспел в переписывании истории Уильям Эйсворт, издавший в 1840 году роман «Лондонский Тауэр» с иллюстрациями Джорджа Крукшенка. Затем, в середине века, любовная тема окончательно отступила на второй план, на смену героике пришла жертвенность. Писатели всех жанров и направлений эксплуатировали легенду о «несравненном совершенстве» Джейн, ставшей образцом женщины-домохозяйки викторианской эпохи и героиней зарождавшегося протофеминизма. Даже серьёзный историк Агнес Стрикленд писала в 1868 году: «Леди Джейн Грей, несомненно, самый благородный представитель рода Тюдоров, наделённая всеми достоинствами …» … «безукоризненная, подобная святой леди Джейн».
Авторы XX и XXI века, преимущественно из англоговорящих стран, по-прежнему пишут о Джейн, но с другой точки зрения: абсолютному большинству интересна либо психология личности Джейн, либо обстоятельства её смерти: например, Джейн является главной героиней исторического романа британской писательницы и историка Элисон Уэйр «Трон и плаха леди Джейн».

### Академическая живопись

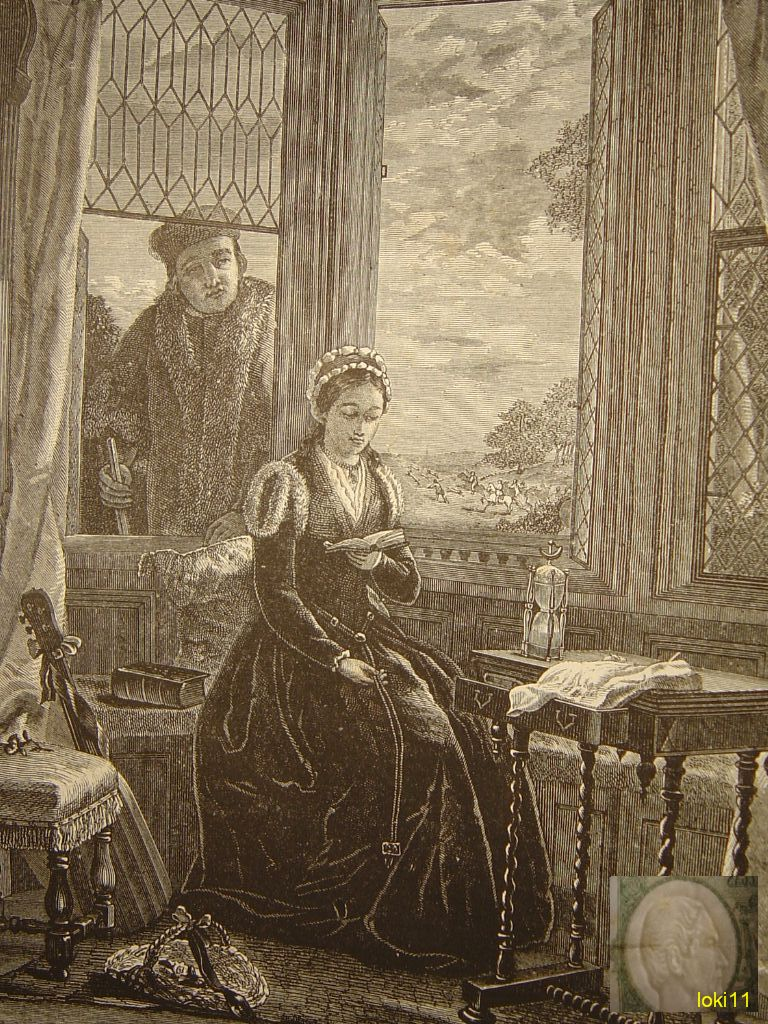
«Роджер Ашем и Джейн Грей» По картине Джона Хорсли, 1853
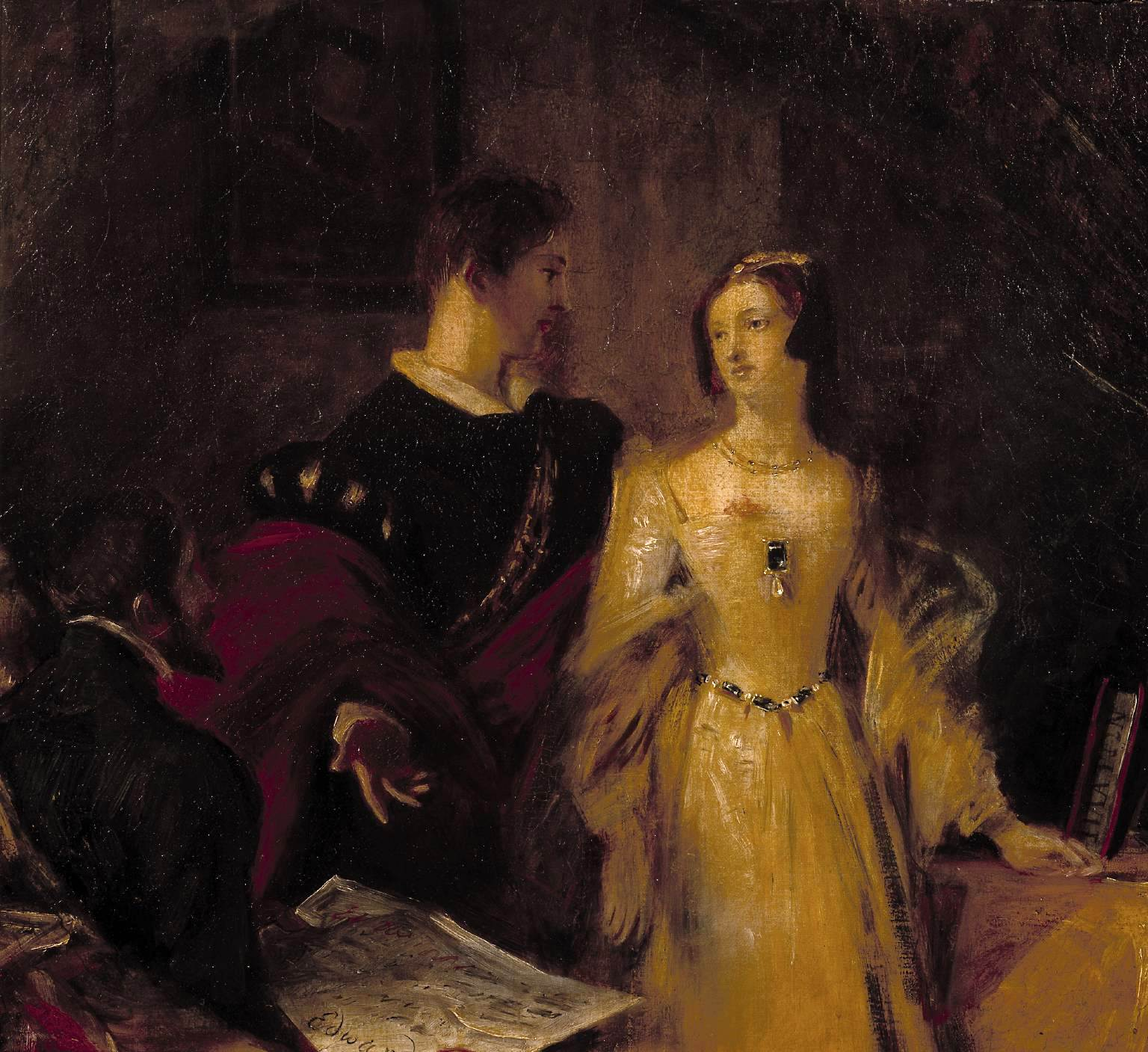
«Гилфорд Дадли склоняет Джейн принять корону» Чарльз Лесли, 1827
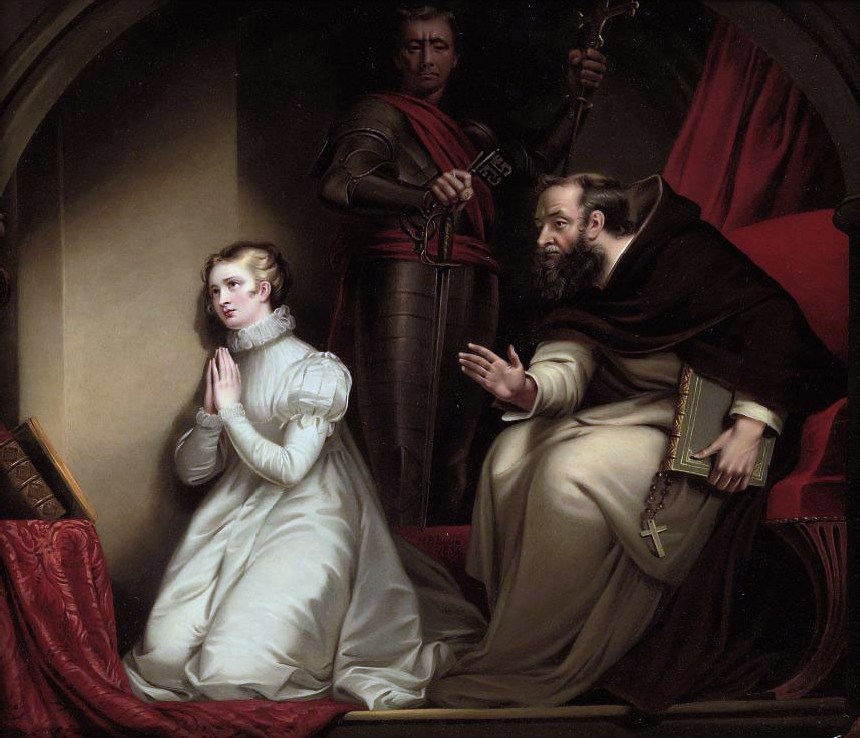
«Фекенхем и Джейн Грей» Копия 1833 года с картины Норткота, 1792
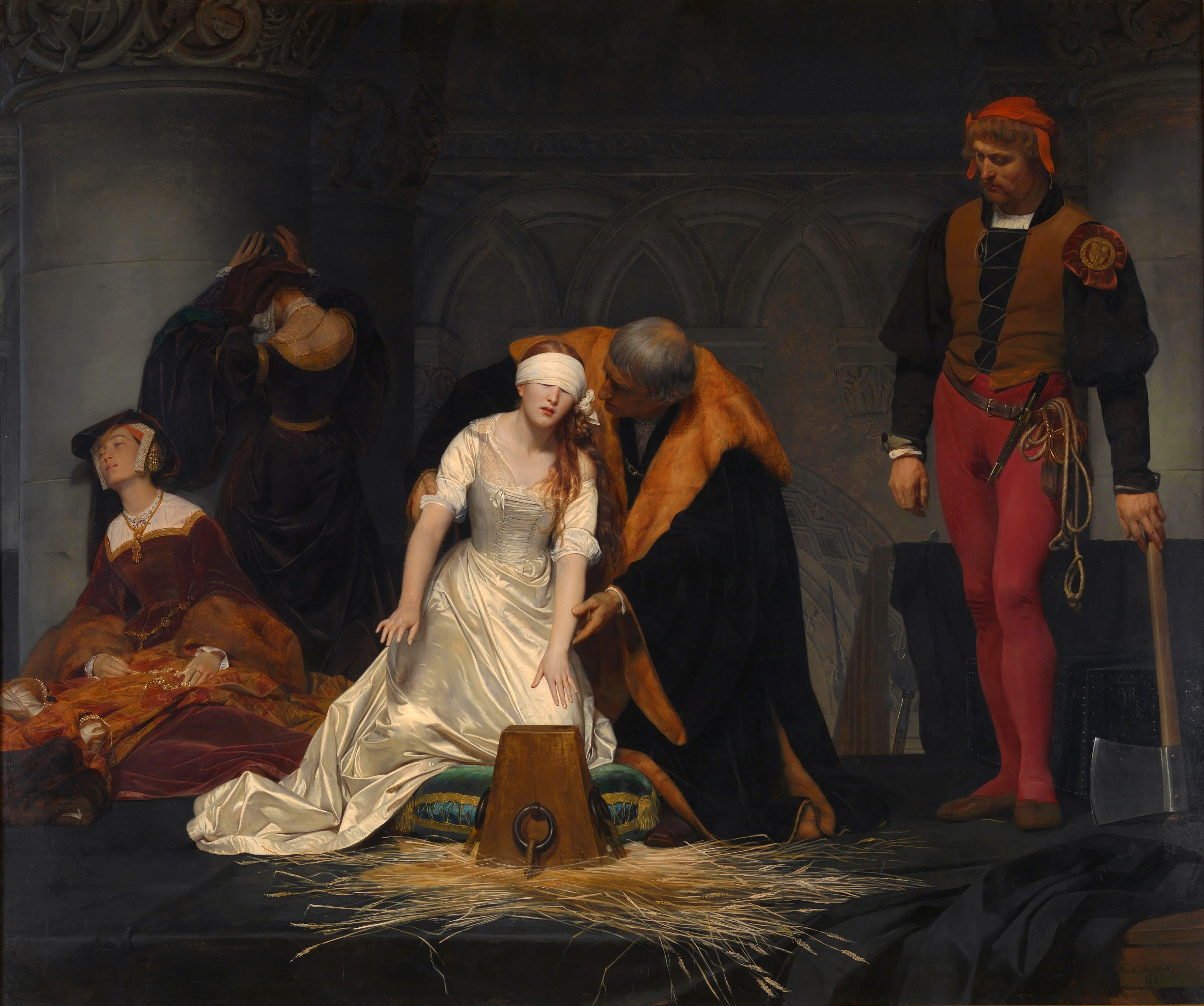
«Казнь Джейн Грей» Поль Деларош, 1833
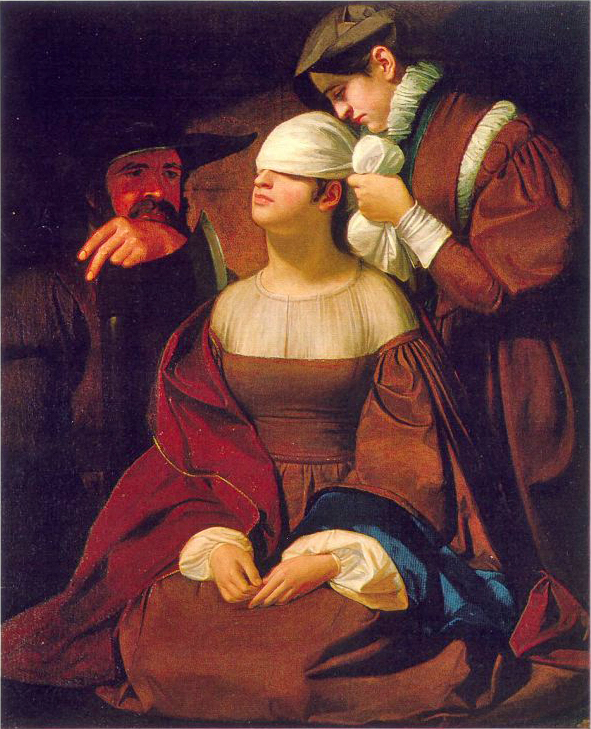
«Подготовка к казни» Джордж Флэгг, 1835

Распространение «художественных» живописных и гравированных портретов Джейн, и в Англии, и в континентальной Европе, датируется началом XVII века. В первой половине XVIII века, благодаря издателям и иллюстраторам театральных пьес и хроники Фокса, на смену статическим портретам постепенно пришли жанровые сцены из жизни Джейн. Около 1760 года, c подъёмом английского классицизма, им на смену пришёл «большой жанр» нравоучительного исторического полотна, но лишь в 1820-е годы образ Джейн стал действительно массовым. За пятьдесят лет (1827—1877) только в стенах лондонской Королевской академии были выставлены 24 новых полотна на тему трагедии Джейн. Среди академических сюжетов той эпохи — «Джейн Грей и Роджер Ашем» Анри Фраделя (1825), Джона Хорсли (1853) и их имитаторов, «Дадли склоняет Джей Грей принять корону» Чарльза Лесли (1827), «Гардинер допрашивает Джейн» Крукшенка (1840) и Фоллингсби (1871), «Фекенхем склоняет Джейн в католичество» Джеймса Норткота (1792) и финал трагедии — «Казнь Джейн Грей» Поля Делароша (1833, впервые экспонировалась в 1834) и Джорджа Флэгга (1833). Американец Флэгг, не знавший историю Тюдоров, вначале взялся писать казнь Марии Стюарт — но сменил главную героиню на Джейн после того, как обнаружил, что историческая Мария Стюарт в 1587 году была уже немолода и непривлекательна.
Мода на Джейн достигла пика в 1855 году с открытием первой очереди восстановленного Вестминстерского дворца: Джейн вошла в официальный «пантеон» из двенадцати Тюдоров, изображённых на барельефах Палаты лордов. «Ограниченную серию» шиллингов «1553 года» с портретом Джейн выпустил фальшивомонетчик Эдвард Эмери. Так же как и в литературе, к этому времени образ Джейн утратил романтическую героику и приспособился к запросам численно выросшей мелкой буржуазии (в работах историков XXI века — среднего класса). Вероятно, предполагает Розмари Митчелл, именно поэтому на портретах Джейн 1850-х годов появляются не встречавшиеся ранее музыкальные инструменты, швейные принадлежности и песочные часы — символ самоконтроля и упорядоченного ритма жизни.
Во второй половине XIX века, с угасанием интереса к академической живописи, поток новых работ иссяк. Оригинал «Казни Джейн Грей» Делароша, некогда считавшийся лучшим изображением Джейн Грей, был списан галереей Тейт как якобы утраченный при наводнении 1928 года. В действительности «пропавшая» картина, не интересная ни публике, ни искусствоведам, почти полвека пролежала в реставрационной мастерской. Куратор Национальной галереи, в 1975 году выставивший восстановленную картину, считал, что «единственное, чем Деларош может заинтересовать наше поколение, — это вопросом о том, почему же он был так популярен в своё время». Однако «Казнь Джейн Грей» неожиданно вновь привлекла зрителей и заняла постоянное место в центре коллекции.

### Опера
Первым композитором Нового времени, попытавшимся поставить на оперной сцене историю Джейн Грей, стал Гаэтано Доницетти. В 1834 году он приступил к работе над «Марией Стюарт» по одноимённой трагедии Шиллера, не дожидаясь одобрения либретто цензурой. После генеральной репетиции в «Сан-Карло» опера была запрещена лично королём Фердинандом, якобы из-за недовольства королевы Марии-Кристины — дальнего потомка Марии Стюарт. Чтобы не пропали «тюдоровские» декорации, Доницетти решил переделать оперу в «Джейн Грей», но цензура отвергла и этот вариант.
После Доницетти за тему неоднократно брались композиторы второго плана; ни одна из написанных ими опер в репертуаре не удержалась. В 1836 году «Ла Скала» поставила оперу Никола Ваккаи «Джейн Грей» (итал. Giovanna Gray) по трагедии Николаса Роу 1715 года, с Марией Малибран в главной роли. Премьера провалилась: критики сочли либретто затянутым, а музыку — посредственной. Попытки перенести оперу Ваккаи на другие площадки успеха не имели. Опера «Джейн Грей» Антони д’Антони, написанная в 1848 году для триестской сцены, не была поставлена. Опера «Джейн Грей» Тимотео Пазини, поставленная в 1853 году в Ферраре, была встречена благосклонно, а затем забыта. В 1891 году одноимённую оперу написал Анри Бюссе, в 1982 году Арнольд Рознер. Известна также кантата Эдварда Оксенфорда и баллада Арнольда Шёнберга (1907, на стихи Генриха Аммана, 1864—1950) для голоса и фортепиано.

### Кинематограф
Джейн как вспомогательный персонаж появляется в многочисленных «тюдоровских» сериалах и экранизациях «Принца и нищего» Марка Твена; главной героиней художественного фильма она становилась лишь трижды за всю историю кинематографа. Все три фильма были сняты и вышли в прокат в Великобритании.
В 1923 году вышел 39-минутный немой фильм «Леди Джейн Грей, или двор интриг» (англ. Lady Jane Grey, or The Court of Intrigue) из малобюджетного цикла о «выдающихся женщинах мира». Режиссёр Эдвин Гринвуд дал роль Джейн 21-летней Нине Ванна (Языковой). Джейн этого фильма — одновременно невинная жертва и проповедница-протестантка, Джон Дадли — абсолютный злодей, Мария — колеблющаяся, отнюдь не злонамеренная женщина. Фильм был снят в «исторических» интерьерах, в мрачных тонах и отличался своеобразным, энергичным монтажом.
В 1936 году вышел 80-минутный фильм Роберта Стивенсона «Роза Тюдоров», в американском прокате «Королева на девять дней» (англ. Tudor Rose / Nine Days a Queen) c шестнадцатилетней Новой Пилбим в роли Джейн и двадцативосьмилетним Джоном Миллзом в роли Гилфорда. В отличие от образца жанра — «Частной жизни Генриха VIII» Александра Корды (1933), фильм Стивенсона был снят в камерной, сдержанной манере. Основным его мотивом стало противопоставление естественной воли человека и политической необходимости. Мария в исполнении Гвен Франкон-Дэвис говорит: «Я могу сострадать, но не вправе прощать» (англ. Though I may pity, I can show no mercy). «Роза Тюдоров» получила приз Национального совета кинокритиков США за лучший иностранный фильм и приз Венецианского фестиваля за лучшую работу оператора; Нова Пилбим стала самой популярной актрисой Великобритании по версиям журналов Film Weekly и Picturegoer. Фильм оказался злободневным: вскоре после его выхода в Великобритании разразился конституционный кризис, завершившийся приходом нового короля.
Третий фильм, «Леди Джейн» Тревора Нанна c Хеленой Бонэм Картер в главной роли (1986) — полностью вымышленная романтическая история. Основные события этого затянутого повествования проходят в заключении в Тауэре. По воле сценаристов и Джейн, и Гилфорд — молодые реформаторы, «социальные активисты» XVI века; Джейн, по словам научного консультанта фильма, была задумана «прото-социалистической феминисткой, помесью Робин Гуда и Беатрис Уэбб». Персонажи второго плана также далеки от исторических прототипов: семейство Греев становится католическим, а Фрэнсис Грей — ведущей злодейкой; Мария казнит Джейн, чтобы не быть самой разлучённой с Филиппом.
В сериале телеканала Starz «Становление Елизаветы» (2022) Джейн Грей сыграла Белла Рамзи. В сериале 2024 года «Моя леди Джейн» представлена альтернативная версия правления Джейн Грей, её роль исполняет Эмили Бейдер.

## Комментарии
1. ↑  Не в качестве правящей королевы или хотя бы королевы-матери при правящем сыне, но в качестве регента.
2. ↑  De Lisle, 2009, p. 4: Ранний брачный возраст в Англии XVI века — удел аристократии. Девушки из низших классов обычно выходили замуж не моложе двадцати лет..
3. ↑  De Lisle, 2009, p. 13: Низкорослая (возможно, карлица) и горбатая Мария с ранних лет страдала пороком физического развития и детей не имела..
4. ↑  Mitchell, 2007, p. 103 отмечает, что легенда о рождении в Брэдгейте, в окружении дикой природы, удачно совпала со штампами романтической литературы..
5. ↑  De Lisle, 2009, p. 26: Томас Сеймур и Катерина Парр сошлись спустя несколько недель после смерти Генриха VIII и тайно обвенчались в мае 1547 года..
6. ↑  Ives, 2009, p. 51 отмечает, что принятое в английском языке написание и произношение Ascham (в русской литературе Ашем) неверно; правильным было бы написание Askham (Аскем)..
7. ↑  Ives, 2009, pp. 73—75: Супруги Грей в частной жизни отнюдь не были аскетами. Генри Грей поощрял не только богословов, но и театральных актёров, держал личный зверинец и, к неудовольствию богословов, азартно играл..
8. ↑  Ives, 2009, p. 58: После казни Эдуарда Сеймура (герцога Сомерсета) в Англии осталось всего два герцога: Генри Грей (герцог Саффолк) и Джон Дадли (герцог Нортумберленд). Оба были возведены в герцогское достоинство в один день, но титул Нортумберленда был новосозданным, а титул Саффолка существовал с 1385 года..
9. ↑  De Lisle, 2009, p. 19: Последний масштабный процесс о «заговоре еретиков» состоялся в 1546 году. Под подозрение попал весь кружок Катерины Парр, включая семью Греев. Жертвами этой кампании стали Энн Эскью и двое других протестанток, а все аристократы избежали преследования..
10. ↑  Ives, 2009, p. 259: Об этом свидетельствуют характерные ошибки, которые были невозможны, если бы Джейн обращалась к печатному тексту. Так, она приписала стих 30.9 Соломоновых притч самому Соломону, при том что в тексте это «слова Агура, сына Иакеева» (30.1)..
11. ↑  Ives, 2009, p. 2 цитирует письмо Спинолы как подлинное: «Она очень низка ростом и худа, но хорошо сложена и держится с достоинством. У неё мелкие черты лица, красивый нос, подвижный рот с красными губами. Брови поднимаются дугами, они намного темнее её почти рыжих волос. Глаза с искоркой, красновато-карие. Стоя рядом с её милостью, я приметил, что кожа её лица, пусть и хорошего цвета, покрыта веснушками. Когда она улыбалась, были видны острые, белоснежные зубы». (англ. «…very short and thin, but prettily shaped and graceful. She has small features and a well-made nose, the mouth flexible and the lips red. The eyebrows are arched and darker than her hair, which is nearly red. Her eyes are sparkling and reddish brown in colour. I stood so near her grace that I noticed her colour was good but freckled. When she smiled she showed her teeth which are white and sharp.»).
12. ↑  Многозначное слово, используемое для различных видов, см. страницу неоднозначностей в английской википедии.
13. ↑  Эмблемами братьев Дадли были: Амброуза — роза, Роберта — дуб (лат. robur), Гилфорда — гвоздика (англ. gilliflower), Генри — жимолость (англ. honeysuckle). См. Ahnert, Ruth. The Rise of Prison Literature in the Sixteenth Century. — Cambridge University Press, 2011. — 280 p. — ISBN 9781107435452.
14. ↑  Ives, 2009, гл. 10, приводит подробный анализ вероятных мотивов Дадли и их интерпретации историками прошлого и современности..
15. ↑  Loades, 1996, p. 121, предполагает, что это изменение было подсказано Уильямом Томасом[англ.]..
16. ↑  Королевские апартаменты времён Тюдоров располагались в ныне утраченных зданиях, стоявших во внутреннем периметре крепости между Белой башней (донжоном) и башнями Лэнтхорн и Уэйкфилд.
17. ↑  Действительная степень проникновения Реформации в народ к 1553 году — нерешённая и, возможно, неразрешимая проблема английской истории. Консенсуса среди историков на эту тему нет. Обзор мнений приводится, например, в Lee, S. J. The Mid Tudors: Edward VI and Mary, 1547—1558. — Routledge, 2006. — 168 p. — (Questions and Analysis in History). — ISBN 9780203969083., гл. 4.
18. ↑  Отстранение Марии от престолонаследия юридически обосновывалось «незаконностью» (ничтожностью) брака её родителей, расторгнутого по воле отца.
19. ↑  De Lisle, 2009, p. 116: В это время Генри Грей был болен, не мог самостоятельно передвигаться и потому провёл в Тауэре две недели, уже будучи юридически свободным. По мнению де Лайл, причиной тому была не болезнь, а попытка помочь дочери..
20. ↑  Porter, 2010, pp. 456—465: Мария лично видела Карла единственный раз, когда ей было шесть лет. Встреча произвела на девочку столь сильное впечатление, что Карл на всю жизнь стал для неё главным духовным авторитетом. Его посол Симон Ренар был важнейшим советником Марии в течение всего её правления..
21. ↑  Митчелл (p. 106) приводит пример издания 1806 года, Айвз (p. 285) — пример 1815 года.
22. ↑  De Lisle, 2009, p. 63 отмечает, что легенда о жестокости Фрэнсис, ставшей одной из сюжетных линий фильма, восходит к рассказу Ашема о встрече с Джейн. Упоминание Ашема о том, что Греи уехали охотиться, превратилось в мнение о кровожадности и бездушности Фрэнсис..

### Современные
- De Lisle, L. The Sisters Who Would Be Queen: Mary, Katherine, and Lady Jane Grey: A Tudor Tragedy. — New York: Random House LLC, 2009. — 352 p. — ISBN 9780345516688.
- Ives, E. Lady Jane Grey: A Tudor Mystery. — Maiden: Wiley-Blackwell, 2009. — 392 p. — ISBN 9781405194136.
- Loades, D. M. John Dudley, Duke of Northumberland, 1504—1553. — Oxford: Oxford University Press, 1996. — 333 p. — (Headstart History Papers). — ISBN 9780198201939.
- Mitchell, R. The Nine Lives of the Nine Days Queen: From Religious Heroine to Romantic Victim // Clio's Daughters: British Women Making History, 1790—1899. — Plainsboro, N.J.: Associated University Presses, 2007. — P. 97—122. — 310 p. — ISBN 9780874139815.
- Parrill, S.; Robison, W. The Tudors on Film and Television. — Jefferson, N.C.: McFarland, 2013. — 353 p. — ISBN 9781476600314.
- Porter, L. Mary Tudor: The First Queen. — London: Hachette Digital, 2010. — 9392 p. — ISBN 9780748122325.. Номера «страниц» приводятся по электронному изданию для Kindle Reader.
- Taylor, J. Documents of Lady Jane Grey: Nine Days Queen of England, 1553. — New York: Algora, 2004. — 195 p. — ISBN 9780875863368.

### Устаревшие
- Strickland, A. Lives of the Tudor princesses including Lady Jane Gray and her sisters. — London: Longmans and Co., 1868.
- Strickland, A. Lives of the Queens of England. — London: Continuum, 2011. — ISBN 9781441109477.